# Liste der Stolpersteine in der Würzburger Altstadt

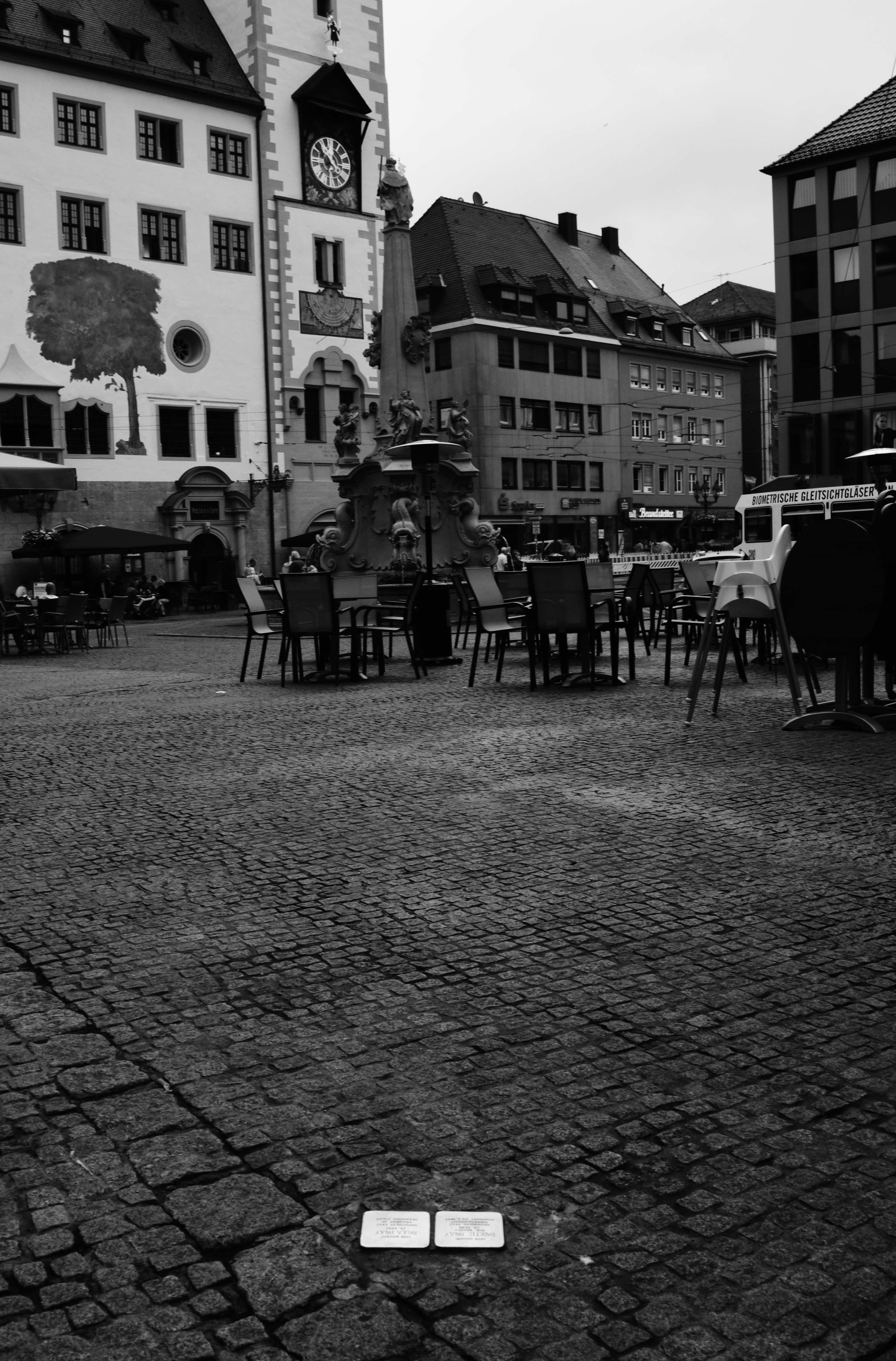
Stolpersteine in der Glockengasse

Die Liste der Stolpersteine in der Würzburger Altstadt enthält die Stolpersteine, die im Rahmen des gleichnamigen Kunstprojekts von Gunter Demnig in der Würzburger Altstadt, einem Stadtbezirk Würzburgs, verlegt wurden. Auf jedem der Betonquader mit zehn Zentimeter Kantenlänge, die in den Bürgersteigen vor den ehemaligen Wohnhäusern der Opfer eingelassen sind, ist auf der Oberseite eine Messingtafel verankert. Diese gibt Auskunft über Namen, Geburtsjahr und Schicksal der Personen, derer gedacht werden soll.

## Hintergrund
Auf Einladung der Initiatoren der Stolpersteine Würzburg stellte Demnig Ende 2004 sein Projekt Stolpersteine im Würzburger Rathaus vor. Anfang 2005 wurde ein interfraktioneller Antrag in den Würzburger Stadtrat eingebracht, die Verlegung von Stolpersteinen in Würzburg durchführen zu lassen, der mit großer Mehrheit angenommen wurde. Die Finanzierung sollte dabei über Patenschaften erfolgen. Die erste Stolpersteinverlegung erfolgte am 17. Juli 2006. Die Patenschaft für den ersten Stolperstein übernahm die damalige Oberbürgermeisterin Pia Beckmann. Seitdem wurden in 34 Verlegeaktionen 706 Stolpersteine verlegt.

## Verlegte Stolpersteine
Im Stadtbezirk Altstadt wurden – unterteilt nach Stadtteilen – an folgenden Stellen Stolpersteine verlegt.

### Domviertel
| Stolperstein | Inschrift | Verlegeort                       | Name, Leben |
| ------------ | --- | -------------------------------- | --- |
|              | HIER WOHNTE HANNELORE AKSELRAD JG. 1929 DEPORTIERT 1943 ERMORDET IN AUSCHWITZ | Büttnerstraße 15 ⊙               | Hannelore Akselrad (1929–1943/45) Biografie |
|              | HIER WOHNTE FANNY ANSBACHER JG. 1922 DEPORTIERT 1943 AUSCHWITZ ERMORDET 1943 | Sterngasse 16 Standort           | Fanny Ansbacher (1921–1943) Biografie |
|              | HIER WOHNTE FANNY ANSBACHER JG. 1925 DEPORTIERT 1942 \|ERMORDET IN AUSCHWITZ | Sterngasse 16 Standort           | Nathan Ansbacher (1925–1942/45) Biografie |
|              | HIER WOHNTE REBEKKA ANSBACHER JG. 1922 DEPORTIERT 1942 ERMORDET IN AUSCHWITZ | Sterngasse 16 Standort           | Rebekka Ansbacher (1922–1942/45) Biografie |
|              | HIER WOHNTE SELMA ANSBACHER GEB. OBERMEYER JG. 1892 \|DEPORTIERT 1942 ERMORDET IN AUSCHWITZ                                                                                            | Sterngasse 16 Standort           | Selma Ansbacher geb. Obermeyer wurde am 15. Juli 1892 in St. Pölten oder Neulengbach in Österreich geboren. Ihr Vater war Jakob Obermeyer, Professor für semitische Sprachen und Literatur, der ab 1931 als Pfründner im jüdischen Altersheim von Würzburg lebte. Sie heiratete Simon Ansbacher. Das Paar bekam zwei Söhne und zwei Töchter. Selma Ansbacher engagierte sich in der Israelitischen Kultusgemeinde, besuchte regelmäßig Kranke und beherbergte Studenten und Seminaristen. Die Familie flüchtete 1939 nach Belgien, doch bereits im Jahr darauf wurde der Ehemann verhaftet und deportiert. Die Lage der Familie wurde prekär, Selma Ansbacher und ihre Kinder waren auf die Unterstützung sozialer Organisationen angewiesen. Am 15. August 1942 wurden Selma Ansbacher und zwei ihrer Kinder über das SS-Sammellager Mecheln nach Auschwitz deportiert. Sie, ihr Ehemann, beide Töchter und der jüngere Sohn wurden im Vernichtungslager Auschwitz ermordet. Den Holocaust überlebte der ältere Sohn, Jonas Ansbacher, geboren 1920 in Würzburg, gestorben 1991 in Petach Tikwa. Er hatte drei Kinder |
|              | HIER WOHNTE SIMON ANSBACHER JG. 1885 DEPORTIERT 1942 ERMORDET IN AUSCHWITZ | Sterngasse 16 Standort           | Simon Ansbacher (1885–1942/45) Biografie |
|              | HIER WOHNTE ABRAHAM BAJOWICZ JG. 1883 FLUCHT 1933 BELGIEN INTERNIERT MECHELEN DEPORTIERT 1943 ERMORDET IN AUSCHWITZ                                                                    | Domstraße 26 Standort            | Abraham Bajowicz (1883–1943/45) |
|              | HIER WOHNTE MINA BAJOWICZ GEB. RUDNITZKY JG. 1897 FLUCHT 1933 BELGIEN 1941 FRANKREICH INTERNIERT DRANCY ERMORDET IN AUSCHWITZ                                                          | Domstraße 5                      | Mina Bajowicz geb. Rudnitzky wurde 1897 geboren. Sie heiratete Wolf Bajowicz, das Paar bekam eine Tochter. Wenige Monate nach Hitlers Machtübernahme emigrierte die Kleinfamilie – wie alle anderen Angehörigen – nach Belgien, 1941 nach Frankreich. Am 28. August 1942 wurden Mina und Wolf Bajowicz gemeinsam mit ihrer Tochter in Bruguières (Haute Garonne) verhaftet und ins Camp de Noé verschleppt. Es folgte die Überstellung in das Sammellager Drancy, gemeinsam mit Regina Bajowicz, und am 4. September 1942 mit dem Convoi Nr. 28 die Deportation nach Auschwitz. Dort wurden Mina Bajowicz, ihr Ehemann und ihre Tochter vom NS-Regime ermordet. |
|              | HIER WOHNTE RUTH BAJOWICZ JG. 1922 FLUCHT 1933 BELGIEN 1941 FRANKREICH INTERNIERT DRANCY ERMORDET IN AUSCHWITZ                                                                         | Domstraße 5                      | Ruth Bajowicz (1922–1942/45) |
|              | HIER WOHNTE SURA BAJOWICZ GEB. LEWKOWICZ JG. 1888 FLUCHT 1933 BELGIEN INTERNIERT MECHELEN DEPORTIERT 1943 ERMORDET IN AUSCHWITZ                                                        | Domstraße 26 Standort            | Sura Bajowicz (1888–1943/45) |
|              | HIER WOHNTE WOLF BAJOWICZ JG. 1896 FLUCHT 1933 BELGIEN 1941 FRANKREICH INTERNIERT DRANCY ERMORDET IN AUSCHWITZ                                                                         | Domstraße 5                      | Wolf Bajowicz (1896–1942/45) |
|              | HIER WOHNTE PAUL BINDER JG. 1886 SEIT 1911 MEHRERE HEILANSTALTEN 'VERLEGT' 10.12.1940 GRAFENECK ERMORDET 10.12.1940 AKTION T4                                                          | Kettengasse 6 Standort           | Paul Binder (1886–1940) Biografie |
|              | HIER WOHNTE AMALIE BLUM JG. 1873 DEPORTIERT 1942 THERESIENSTADT ERMORDET 1944 IN AUSCHWITZ                                                                                             | Domerschulstraße 21 Standort     | Amalie Blum (1873–1944)Biografie |
|              | HIER WOHNTE JEANETTE BRAVMANN JG. 1889 DEPORTIERT 1941 ERMORDET IN RIGA | Glockengasse 8 ⊙                 | Jeanette Bravmann (1889–1941/45) Biografie |
|              | HIER WOHNTE ALEX BUKOFZER JG. 1920 DEPORTIERT 1941 ŁODZ / LITZMANNSTADT 1942 CHELMNO / KULMHOF ERMORDET MAI 1942                                                                       | Domstraße 15                     | Alex Bukofzer (1920–1942) |
|              | HIER WOHNTE ARNOLD BUKOFZER JG. 1876 DEPORTIERT 1941 ŁODZ / LITZMANNSTADT 1942 CHELMNO / KULMHOF ERMORDET MAI 1942                                                                     | Domstraße 15                     | Arnold Bukofzer (1876–1942) |
|              | HIER WOHNTE ERICH BUKOFZER JG. 1922 DEPORTIERT 1941 ŁODZ / LITZMANNSTADT 1942 CHELMNO / KULMHOF ERMORDET MAI 1942                                                                      | Domstraße 15                     | Erich Bukofzer (1922–1942) |
|              | HIER WOHNTE TINA BUKOFZER GEB. LEWIN JG. 1887 DEPORTIERT 1941 ŁODZ / LITZMANNSTADT 1942 CHELMNO / KULMHOF ERMORDET MAI 1942                                                            | Domstraße 15                     | Tina Bukofzer geb. Lewin (1887–1942) |
|              | HIER WOHNTE JAKOB COHN JG. 1869 DEPORTIERT 1942 THERESIENSTADT ERMORDET 8.2.1943 | Augustinerstraße 5 ⊙             | Jakob Cohn (1869–1943) Biografie |
|              | HIER WOHNTE SARA COHN GEB. SONN JG. 1870 DEPORTIERT 1942 THERESIENSTADT ERMORDET 20.4.1943                                                                                             | Augustinerstraße 5 Standort      | Sara Cohn geb. Sonn (1870–1943) Biografie |
|              | HIER WOHNTE GETTA EISENHEIMER JG. 1862 DEPORTIERT 1942 THERESIENSTADT ERMORDET 12.10.1942                                                                                              | Glockengasse 6 ⊙                 | Getta Eisenheimer (1862–1942) Biografie |
|              | HIER WOHNTE REGINA EISENHEIMER GEB. GRÜNBAUM JG. 1863 DEPORTIERT 1942 THERESIENSTADT ERMORDET 4.12.1942                                                                                | Glockengasse 6 ⊙                 | Regina Eisenheimer geb. Grünbaum (1863–1942) Biografie |
|              | HIER WOHNTE SIMON EISENHEIMER JG. 1859 DEPORTIERT 1942 THERESIENSTADT ERMORDET 4.12.1942                                                                                               | Glockengasse 6 ⊙                 | Simon Eisenheimer (1859–1942) Biografie |
|              | HIER WOHNTE ERNST ESSINGER JG. 1895 DEPORTIERT 1941 RIGA ERMORDET | Glockengasse 4 Standort          | Ernst Essinger (1895–1941/45) Biografie |
|              | HIER WOHNTE MIRJAM ESSINGER GEB. ADLER JG. 1908 DEPORTIERT 1941 RIGA ERMORDET | Glockengasse 4 Standort          | Mirjam Essinger geb. Adler (1908–1941/45) Biografie |
|              | HIER WOHNTE SANNY ESSINGER JG. 1938 DEPORTIERT 1941 RIGA ERMORDET | Glockengasse 4 Standort          | Sanny Essinger (1938–1941/45) Biografie |
|              | HIER WOHNTE WERNER ESSINGER JG. 1935 DEPORTIERT 1941 RIGA ERMORDET | Glockengasse 4 Standort          | Werner Essinger (1935–1941/45) Biografie |
|              | HIER WOHNTE FELIX FECHENBACH JG. 1894 BEI WARBURG ERMORDET 7.8.1933 | Ursulinergasse 2 Standort        | Felix Fechenbach (1894–1933) Biografie |
|              | HIER WOHNTE JAKOB FECHENBACH JG. 1899 SACHSENHAUSEN ERMORDET 25.3.1940 | Ursulinergasse 2 Standort        | Jakob Fechenbach (1899–1940) Biografie |
|              | HIER WOHNTE MORITZ FECHENBACH JG. 1898 DEPORTIERT 1942 ŁODZ ERMORDET 1944 | Ursulinergasse 2 Standort        | Moritz Fechenbach (1898–1944) Biografie |
|              | HIER WOHNTE MARGARETE FELLNER JG. 1904 SEIT 1.8.1933 MEHRERE HEILANSTALTEN 'VERLEGT' 11.12.1940 GRAFENECK ERMORDET 11.12.1940 AKTION T4                                                | Ursulinergasse 2 Standort        | Margarete Fellner (1904–1940) |
|              | HIER WOHNTE ROSA FREUDENBERGER GEB. FRANKENFELDER JG. 1872 DEPORTIERT 1942 THERESIENSTADT ERMORDET 1944 IN AUSCHWITZ                                                                   | Augustinerstraße 4 Standort      | Rosa Freudenberger geb. Frankenfelder (1872–1944) Biografie |
|              | HIER WOHNTE GEORG FRIESS JG. 1913 DEPORTIERT 1941 RIGA ERMORDET APRIL 1945 IN BERGEN - BELSEN                                                                                          | Domerschulstraße 21 Standort     | Georg Friess (1913–1945) Biografie |
|              | HIER WOHNTE BENNO HAHN JG. 1879 DEPORTIERT 1943 ERMORDET IN AUSCHWITZ | Glockengasse 4 Standort          | Benno Hahn (1879–1943/45) Biografie |
|              | HIER WOHNTE ERNESTINE HAHN GEB. FRANK JG. 1892 DEPORTIERT 1943 ERMORDET IN AUSCHWITZ                                                                                                   | Glockengasse 4 Standort          | Ernestine Hahn geb. Frank (1892–1943/45) Biografie |
|              | HIER WOHNTE ADOLF HAMBURGER JG. 1901 DEPORTIERT 1941 RIGA ERMORDET | Domstraße 26 Standort            | Adolf Hamburger (1901–1941/45) |
|              | HIER WOHNTE NATALIE HAMBURGER GEB. KAHN JG. 1872 DEPORTIERT 1942 THERESIENSTADT ERMORDET 5.6.1943                                                                                      | Domstraße 26 Standort            | Natalie Hamburger geb. Kahn (1872–1943) |
|              | HIER WOHNTE MATHILDE HASENBERG GEB. BERGER GESCH. AKSELRAD JG. 1907 FLUCHT 1939 BELGIEN DEPORTIERT 1942 ERMORDET IN AUSCHWITZ                                                          | Büttnerstraße 15 ⊙               | Mathilde Hasenberg geb. Berger gesch. Akselrad (1929–1943/45) Biografie |
|              | HIER WOHNTE ARNOLD HEINEMANN JG. 1876 DEPORTIERT 1941 RIGA ERMORDET | Augustinerstraße 4 Standort      | Arnold Heinemann (1876–1941/45) Biografie |
|              | HIER WOHNTE BERTA HEINEMANN JG. 1922 DEPORTIERT 1941 RIGA ERMORDET | Augustinerstraße 4 Standort      | Berta Heinemann (1922–1941/45) Biografie |
|              | HIER WOHNTE FRIEDA HEINEMANN GEB. WOLFF JG. 1893 DEPORTIERT 1941 RIGA ERMORDET | Augustinerstraße 4 Standort      | Frieda Heinemann geb. Wolff (1893–1941/45) Biografie |
|              | HIER WOHNTE INGE HEINEMANN JG. 1926 DEPORTIERT 1941 RIGA ERMORDET | Augustinerstraße 4 Standort      | Inge Heinemann (1926–1941/45) Biografie |
|              | HIER WOHNTE KURT SUSSMANN HEINEMANN JG. 1925 DEPORTIERT 1941 RIGA ERMORDET IN STUTTHOF                                                                                                 | Augustinerstraße 4 Standort      | Kurt Sußmann Heinemann (1925–1941/45) Biografie |
|              | HIER WOHNTE VALERIE HESS JG. 1890 DEPORTIERT 1943 ERMORDET IN AUSCHWITZ | Domstraße 26 Standort            | Valerie Hess (1890–1943/45) |
|              | HIER WOHNTE FRED JOSEPH JG. 1911 DEPORTIERT AUSCHWITZ ERMORDET 21.1.1943 | Bibrastraße 2 ½ Standort         | Fred Joseph (1911–1943) Biografie |
|              | HIER WOHNTE FLORA KAHN JG. 1901 VERHAFTET 1939 RAVENSBRÜCK ERMORDET 21.5.1942 | Franziskanergasse 12 Standort    | Flora Kahn (1901–1942) Biografie |
|              | HIER WOHNTE OTTO KEMMER JG. 1909 SEIT 6.3.1934 MEHRERE HEILANSTALTEN 'VERLEGT' 27.6.1941 HARTHEIM/LINZ ERMORDET 27.6.1941 AKTION T4                                                    | Sterngasse 2 Standort            | Otto Kemmer (1909–1941) Biografie |
|              | HIER WOHNTE ALFONS KIRCHNER JG 1878 EINGEWIESEN 1913 HEILANSTALT WERNECK 'VERLEGT' 11.3.1941 PIRNA-SONNENSTEIN ERMORDET 11.3.1941 'AKTION T4'                                          | Domerschulstraße 6 Standort      | Alfons Josef Kirchner (1878–1941) Biografie |
|              | HIER WOHNTE GEORG KÖNIG JG. 1923 SEIT 1926 VERSCHIEDENE HEILANSTALTEN ZULETZT 1940 HAAR 'VERLEGT' 21.1.1941 HARTHEIM ERMORDET 21.1.1941                                                | Kettengasse 16                   | Georg König wurde am 23. Mai 1923 geboren. Zwischen 1926 und 1941 war er in der Heil- und Pflegeanstalt Haar sowie in der Pflegeanstalt Ecksberg untergebracht. Am 21. Januar 1941 wurde er mit anderen in die Tötungsanstalt Hartheim in Oberösterreich überstellt, wo er nach seiner Ankunft in der Gaskammer ermordet wurde. |
| Bild gesucht | HIER WOHNTE WALTER KÜTTENBAUM JG. 1894 SEIT 1914 MEHRERE HEILANSTALTEN 'VERLEGT' 5.7.1941 HARTHEIM / LINZ ERMORDET 5.7.1941 AKTION T4                                                  | Hofstraße 11 Standort            | Walter Küttenbaum (1894–1941) Biografie |
|              | HIER WOHNTE IDA LEHMANN JG. 1880 DEPORTIERT 1942 LUBLIN TRAWNIKI ERMORDET | Domerschulstraße 21 Standort     | Ida Lehmann (1880–1942/45) Biografie |
|              | HIER WOHNTE KATHARINA LENGLER JG. 1924 EINGEWIESEN 1927 KINDERHEIM URSBERG ST. JOSEFSKONGREGATION 'VERLEGT' 31.8.1941 ANSTALT KAUFBEUREN-IRSEE 'KINDERFACHABTEILUNG' ERMORDET 3.5.1944 | Glockengasse 15 Standort         | Katharina Lengler (1924–1944) Biografie |
|              | HIER WOHNTE HERMANN LOEWY JG. 1918 FLUCHT 1939 HOLLAND VERHAFTET DEPORTIERT 1941 MAUTHAUSEN ERMORDET 24.7.1941                                                                         | Bibrastraße 6 ⊙                  | Hermann Loewy (1918–1941) |
|              | HIER WOHNTE LINA MAI JG. 1884 DEPORTIERT 1942 IZBICA ERMORDET | Sterngasse 8 ⊙                   | Lina Mai (1884–1942/45) Biografie |
|              | HIER WOHNTE LOUIS MAI JG. 1887 DEPORTIERT 1941 RIGA ERMORDET 23.11.1944 AUSCHWITZ | Sterngasse 8 ⊙                   | Louis Mai (1887–1944) Biografie |
|              | HIER WOHNTE MILLI MAI GEB. GRÜNEBAUM JG. 1894 \|DEPORTIERT 1941 RIGA ERMORDET 23.11.1944 AUSCHWITZ                                                                                     | Sterngasse 8 ⊙                   | Milli Mai geb. Grünebaum (1894–1944) Biografie |
|              | HIER WOHNTE FERDINAND MARX JG. 1867 FLUCHT 1940 HOLLAND INTERNIERT WESTERBORK DEPORTIERT 1942 AUSCHWITZ ERMORDET                                                                       | Schustergasse 2 ⊙                | Ferdinand Marx (1867–1942/45) Biografie |
|              | HIER WOHNTE MARIANNE MARX GEB. FREUDENBERGER JG. 1873 FLUCHT 1940 HOLLAND INTERNIERT WESTERBORK DEPORTIERT 1942 AUSCHWITZ ERMORDET 1942                                                | Schustergasse 2 ⊙                | Marianne Marx geb. Freudenberger (1873–1942) Biografie |
|              | HIER WOHNTE HEINRICH MICHEL JG. 1911 DEPORTIERT 1941 RIGA ERMORDET | Wolfhartsgasse 11 Standort       | Heinrich Michel (1911–1941/45) |
|              | HIER WOHNTE MINNA MICHEL GEB. WIDAWSKI JG. UNBEKANNT DEPORTIERT 1941 RIGA ERMORDET | Wolfhartsgasse 11 Standort       | Minna Michel geb. Widawski (?–1941/45) Biografie |
|              | HIER WOHNTE DR. JAKOB JEKUTIEL NEUBAUER JG. 1895 FLUCHT 1933 HOLLAND INTERNIERT WESTERBORK DEPORTIERT 1944 BERGEN-BELSEN ERMORDET 22.3.1945                                            | Ebracher Gasse 4 ⊙               | Jakob Jekutiel Neubauer (1895–1945) Biografie |
|              | HIER WOHNTE JECHESKEEL NEUBAUER JG. 1924 FLUCHT 1933 HOLLAND INTERNIERT WESTERBORK DEPORTIERT 1944 BERGEN-BELSEN ERMORDET                                                              | Ebracher Gasse 4 ⊙               | Jecheskeel Neubauer (1924–1944/45) Biografie |
|              | HIER WOHNTE BERTA NUSSBAUM GEB. NUSSBAUM JG. 1889 DEPORTIERT 1941 RIGA ERMORDET | Domstraße 32 ⊙                   | Berta Nussbaum geb. Nussbaum (1889–1941/45) Biografie |
|              | HIER WOHNTE KAROLA NUSSBAUM JG. 1928 DEPORTIERT 1941 RIGA ERMORDET | Domstraße 32 ⊙                   | Karola Nussbaum (1928–1941/45) Biografie |
|              | HIER WOHNTE SAMUEL NUSSBAUM JG. 1873 DEPORTIERT 1942 THERESIENSTADT ERMORDET 18.4.1944                                                                                                 | Domstraße 32 ⊙                   | Samuel Nussbaum (1928–1944) Biografie |
|              | HIER WOHNTE EDUARD PAIM JG. 1918 FLUCHT 1938 BELGIEN INTERNIERT MECHELEN DEPORTIERT 1944 ERMORDET IN AUSCHWITZ                                                                         | Bibrastraße 6 ⊙                  | Eduard Paim (1918–1944/45) |
|              | HIER WOHNTE BABETTE PAULY GEB. HIRSCH JG. 1860 DEPORTIERT 1942 THERESIENSTADT ERMORDET 31.3.1943                                                                                       | Glockengasse / Beim Grafeneckart | Babette Pauly geb. Hirsch (1860–1943) |
|              | HIER WOHNTE PAULA PAULY JG. 1892 DEPORTIERT 1942 ERMORDET IM BESETZTEN POLEN | Glockengasse / Beim Grafeneckart | Paula Pauly (1892–1942/45) |
|              | KARL-GÜNTHER POLLAK JG. 1926 DEPORTIERT 1941 RIGA-JUNGFERNHOF ERMORDET | Domstraße 38 ⊙                   | Karl-Günther Pollak (1926–1941/45) Biografie |
|              | HIER WOHNTE KLARA POLLAK GEB. GÜNTHER JG. 1889 DEPORTIERT 1941 RIGA-JUNGFERNHOF ERMORDET                                                                                               | Domstraße 38 ⊙                   | Klara Pollak geb. Günther (1889–1941/45) Biografie |
|              | MANFRED POLLAK JG. 1928 DEPORTIERT 1941 RIGA-JUNGFERNHOF ERMORDET | Domstraße 38 ⊙                   | Manfred Pollak (1928–1941/45) Biografie |
|              | HIER WOHNTE MARGOT POLLAK JG. 1929 DEPORTIERT 1941 RIGA-JUNGFERNHOF ERMORDET | Domstraße 38 ⊙                   | Margot Pollak (1929–1941/45) Biografie |
|              | HIER WOHNTE MAX POLLAK JG. 1890 DEPORTIERT 1890 FLUCHT 1938 USA | Domstraße 38 ⊙                   | Max Pollak (1890 oder 1899–1957) Biografie |
|              | HIER WOHNTE SELMA POLLAK JG. 1897 DEPORTIERT 1941 RIGA ERMORDET | Domerschulstraße 25 ⊙            | Selma Pollak (1897–1941/45) Biografie |
|              | HIER WOHNTE SARA RAU JG. 1881 DEPORTIERT 1943 ERMORDET IN AUSCHWITZ | Bibrastraße 2 ½ Standort         | Sara Rau (1881–1943/45) Biografie |
|              | HIER WOHNTE DAVID HERMANN REITER JG. 1927 DEPORTIERT 1941 RIGA ERMORDET | Franziskanergasse 12 ⊙           | David Hermann Reiter (1927–1941/45) Biografie |
|              | HIER WOHNTE GITTA REITER GEB. VORCHHEIMER JG. 1894 DEPORTIERT 1941 RIGA ERMORDET | Franziskanergasse 12 ⊙           | Gitta Reiter geb. Vorchheimer (1894–1941/45) Biografie |
|              | HIER WOHNTE HEINRICH REITER JG. 1931 DEPORTIERT 1941 RIGA ERMORDET | Franziskanergasse 12 ⊙           | Heinrich Reiter (1931–1941/45) Biografie |
|              | HIER WOHNTE LEOPOLD REITER JG. 1888 DEPORTIERT 1941 RIGA ERMORDET | Franziskanergasse 12 ⊙           | Leopold Reiter (1888–1941/45) Biografie |
|              | HIER WOHNTE BERTHOLD SCHÄFER JG. 1879 DEPORTIERT 1942 IZBICA ERMORDET 1942 | Franziskanergasse 12 Standort    | Berthold Schäfer (1879–1942) Biografie |
|              | HIER WOHNTE KLARA SCHÄFER GEB. WEINSTOCK JG. 1893 DEPORTIERT 1942 IZBICA ERMORDET 1942                                                                                                 | Franziskanergasse 12 Standort    | Klara Schäfer geb. Weinstock (1893–1942) Biografie |
|              | HIER WOHNTE GERTRAUD SCHÄLER JG. 1866 DEPORTIERT 1942 THERESIENSTADT ERMORDET 12.10.1942                                                                                               | Beim Grafeneckart 13 ⊙           | Gertraud Schäler (1866–1942) Biografie |
|              | HIER WOHNTE LEO SCHÄLER JG. 1861 DEPORTIERT 1942 THERESIENSTADT ERMORDET 11.10.1942 | Beim Grafeneckart 13 ⊙           | Leo Schäler (1861–1942) Biografie |
|              | HIER WOHNTE SIMON SCHÄLER JG. 1868 DEPORTIERT 1942 THERESIENSTADT ERMORDET 19.9.1943                                                                                                   | Beim Grafeneckart 13 ⊙           | Simon Schäler (1868–1943) Biografie |
|              | HIER WOHNTE SELMA SCHEIDT GEB. GEGGEL JG. 1878 DEPORTIERT 1942 THERESIENSTADT ERMORDET 25.10.1942                                                                                      | Domerschulstraße 25 ⊙            | Selma Scheidt geb. Geggel (1897–1942) Biografie |
|              | HIER WOHNTE SIGISMUND SCHEIDT JG. 1869 DEPORTIERT 1942 THERESIENSTADT ERMORDET 23.3.1944                                                                                               | Domerschulstraße 25 ⊙            | Sigismund Scheidt (1869–1944) Biografie |
|              | HIER WOHNTE VERA SCHEIDT GEB. LÖWENTHAL JG. 1875 DEPORTIERT 1942 THERESIENSTADT ERMORDET 20.4.1944                                                                                     | Domerschulstraße 25 ⊙            | Vera Scheidt geb. Löwenthal (1875–1944) Biografie |
|              | HIER WOHNTE JETTE JETTCHEN SCHLENKER GEB. HAAS JG. 1869 DEPORTIERT 1942 THERESIENSTADT ERMORDET 9.1.1944                                                                               | Büttnerstraße 44/46              | Jette Jettchen Schlenker geb. Haas (1869–1944) |
|              | HIER WOHNTE KLARA SCHLOSS GEB. SÄMANN JG. 1876 DEPORTIERT 1942 THERESIENSTADT ERMORDET 17.7.1943                                                                                       | Kettengasse 12 Standort          | Klara Schloss geb. Sämann (1876–1943) Biografie |
|              | HIER WOHNTE JAKOB STEINHARDT JG. 1875 DEPORTIERT 1942 THERESIENSTADT ERMORDET 4.3.1944                                                                                                 | Domerschulstraße 25 ⊙            | Jakob Steinhardt (1897–1942) Biografie |
|              | HIER WOHNTE AMALIE STERN GEB. SCHÄLER JG. 1859 DEPORTIERT 1942 THERESIENSTADT ERMORDET 23.2.1944                                                                                       | Beim Grafeneckart 13 ⊙           | Amalie Stern geb. Schäler (1859–1944) Biografie |
|              | HIER WOHNTE JULIUS TANNENWALD JG. 1890 AB 1926 VERSCHIEDENE HEILANSTALTEN 'VERLEGT' 20.9.1940 HARTHEIM ERMORDET 20.9.1940 'AKTION T4'                                                  | Augustinerstraße 3 ⊙             | Julius Tannenwald (1890–1940) Biografie |
|              | HIER WOHNTE HEDWIG TIEFENTHAL GEB. SCHLOSS JG. 1882 DEPORTIERT 1941 ERMORDET IN RIGA                                                                                                   | Sterngasse 8 ⊙                   | Hedwig Tiefenthal geb. Schloss (1882–1941/45) Biografie |
|              | HIER WOHNTE ILSE WASSERMANN JG. 1924 DEPORTIERT 1941 STUTTHOF ERMORDET | Glockengasse 8 ⊙                 | Ilse Wassermann (1924–1941/45) Biografie |
|              | HIER WOHNTE KARL WASSERMANN JG. 1891 DEPORTIERT 1941 ERMORDET IN RIGA | Glockengasse 8 ⊙                 | Karl Wassermann (1891–1941/45) Biografie |
|              | HIER WOHNTE FRIEDRICH WILHELM JG. 1913 VERHAFTET 1935 VERURTEILT §175 1945 DACHAU ERMORDET 22.3.1945                                                                                   | Neubaustraße 7                   | Friedrich Wilhelm (1913–1945) |
|              | HIER WOHNTE FRANZ WINTERSTEIN JG. 1909 VERHAFTET 1942 'AUF DER FLUCHT' ERSCHOSSEN 9.7.1942                                                                                             | Glockengasse 1 ⊙                 | Franz Winterstein (1909–1942)Biografie |
|              | HIER WOHNTE ILSE ZEILBERGER JG. 1927 DEPORTIERT 1941 RIGA ERMORDET 1944 STUTTHOF | Sterngasse 8 ⊙                   | Ilse Zeilberger (1927–1944) Biografie |
|              | HIER WOHNTE JUSTIN ZEILBERGER JG. 1896 DEPORTIERT 1941 RIGA ERMORDET 1945 BEI DANZIG                                                                                                   | Sterngasse 8 ⊙                   | Justin Zeilberger (1896–1945) Biografie |
|              | HIER WOHNTE LILLY ZEILBERGER GEB. KELLER JG. 1902 DEPORTIERT 1941 RIGA ERMORDET 1944 STUTTHOF                                                                                          | Sterngasse 8 ⊙                   | Lilly Zeilberger geb. Keller (1902–1944) Biografie |

Die Stolpersteine im Domviertel wurden an folgenden Tagen verlegt:
- 17. Juli 2006: Augustinerstraße 4 (Rosa Freudenberger), Bibrastraße 2½ (Fred Joseph), Ursulinergasse 2 (Felix, Jakob und Moritz Fechenbach)
- 11. September 2006: Franziskanergasse 12 (Flora Kahn, Berthold und Klara Schäfer), Sterngasse 8 (Louis und Milli Mai, Hedwig Tiefenthal, Ilse, Justin und Lilly Zeilberger), Sterngasse 16
- 11. Juni 2007: Glockengasse 1, 4 (Benno und Ernestine Hahn), 6 (Regina und Simon Eisenheimer) und 8
- 30. September 2009: Domstraße 26 (Adolf und Natalie Hamburger)
- 26. Januar 2010: Augustinerstraße 4 (Familie Heinemann), Domerschulstraße 21, Ebracher Gasse 4
- 21. September 2010: Domerschulstraße 25 (Selma Scheidt, Sigismund Scheidt und Vera Scheidt), Franziskanergasse 12 (Familie Reiter), Schustergasse 2
- 28. Juni 2011: Wolfhartsgasse 11
- 4. August 2011: Sterngasse 8 (Lina Mai)
- 18. April 2012: Domerschulstraße 25 (Selma Pollak), Domstraße 32
- 18. Juni 2013: Bibrastraße 2½ (Sara Rau), Domstraße 26 (Valerie Hess)
- 28. Mai 2014: Kettengasse 12
- 1. Dezember 2014: Beim Grafeneckart 13, Glockengasse 4 (Ernst, Mirjam, Sanny und Werner Essinger)
- 10. Februar 2015: Hofstraße 11, Kettengasse 6, Sterngasse 2, Ursulinergasse 2 (Margarete Fellner)
- 20. September 2015: Bibrastraße 6 (Eduard Paim)
- 5. Juli 2016: Augustinerstraße 3 und 5
- 3. November 2016: Glockengasse 15
- 29. Juni 2017: Bibrastraße 6 (Hermann Loewy)
- 22. Februar 2018: Domerschulstraße 6, Glockengasse 6 (Getta Eisenheimer)
- 18. Oktober 2018: Glockengasse / Beim Grafeneckart
- 5. April 2019: Domerschulstraße 25 (Jakob Steinhardt)
- 24. September 2019: Büttnerstraße 15
- 17. Juli 2020: Domstraße 5, 15 und 26 (Abraham und Sura Bajowicz)
- 2. Dezember 2021: Domstraße 38
- 25. Juli 2023: Neubaustraße 7
- 17. April 2024: Kettengasse 16

### Neumünsterviertel
| Stolperstein | Inschrift | Verlegeort                                          | Name, Leben                                                    |
| ------------ | --- | --------------------------------------------------- | -------------------------------------------------------------- |
|              | HIER WOHNTE DR. JULIUS ADLER JG. 1882 VERHAFTET 1934 DACHAU ERSCHOSSEN 1.7.1934                                                                              | Herzogenstraße 8 Standort                           | Julius Adler (1882–1934)                                       |
|              | HIER WOHNTE FERDINAND DESSAUER JG. 1853 DEPORTIERT 1942 THERESIENSTADT ERMORDET 4.11.1942                                                                    | Eichhornstraße 18 Standort                          | Ferdinand Dessauer (1853–1942)                                 |
|              | HIER WOHNTE THEODOR DRECHSLER JG. 1921 EINGEWIESEN 21.5.1937 HEILANSTALT REICHENBACH ´VERLEGT´ 27.6.1941 HARTHEIM ERMORDET 27.6.1941 ´AKTION T4´             | Marktplatz 3 Standort                               | Theodor Drechsler (1921–1942)                                  |
|              | HIER WOHNTE CLOTHILDE FLEISCHMANN JG. 1892 DEPORTIERT 1942 IZBICA ERMORDET                                                                                   | Bronnbachergasse 1 Standort                         | Clothilde Fleischmann (1892–1942/45)                           |
|              | HIER WOHNTE LUISE FRIEDRICH JG. 1916 EINGEWIESEN 1933 HEILANSTALT WERNECK ´VERLEGT´ 4.10.1940 HARTHEIM ERMORDET 4.10.1940 ´AKTION T4´                        | Innerer Graben 10                                   | Luise Friedrich (1916–1940)                                    |
|              | HIER WOHNTE HEINRICH FUCHS JG. 1898 EINGEWIESEN 1924 HEILANSTALT WERNECK HEILANSTALT REICHENBACH ´VERLEGT´ 27.6.1941 HARTHEIM ERMORDET 27.6.1941 ´AKTION T4´ | Ingolstadter Hof 7 Standort                         | Heinrich Fuchs (1898–1941)                                     |
|              | HIER WOHNTE ELLA GOLDSCHMIDT GEB. FRANK JG. 1895 DEPORTIERT 1942 ERMORDET IN IZBICA                                                                          | Dominikanergasse 6 Standort                         | Ella Goldschmidt geb. Frank (1895–1942/45)                     |
|              | HIER WOHNTE ISAAK GOLDSCHMIDT JG. 1893 DEPORTIERT 1942 ERMORDET IN IZBICA                                                                                    | Dominikanergasse 6 Standort                         | Isaak Goldschmidt (1893–1942/45)                               |
|              | HIER WOHNTE LEOPOLD GOLDSCHMIDT JG. 1935 DEPORTIERT 1942 ERMORDET IN IZBICA                                                                                  | Dominikanergasse 6 Standort                         | Leopold Goldschmidt (1935–1942/45)                             |
|              | HIER WOHNTE MANFRED GOLDSCHMIDT JG. 1928 DEPORTIERT 1942 ERMORDET IN IZBICA                                                                                  | Dominikanergasse 6 Standort                         | Manfred Goldschmidt (1928–1942/45)                             |
|              | HIER WOHNTE THIRZA GOLDSCHMIDT JG. 1932 DEPORTIERT 1942 ERMORDET IN IZBICA                                                                                   | Dominikanergasse 6 Standort                         | Thirza Goldschmidt (1932–1942/45)                              |
|              | PFARRER GEORG HÄFNER JG. 1900 VERHAFTET DACHAU 1941 ERMORDET 20.8.1942                                                                                       | Kürschnerhof 2a (vor der Neumünsterkirche) Standort | Georg Häfner (1900–1942)                                       |
|              | HIER WOHNTE DR. WALTER HEIDENHEIMER JG. 1881 EINGEWIESEN JACOBY'SCHE ANSTALT BENDORY-SAYN TOT 28. JAN. 1941                                                  | Martinstraße 11 Standort                            | Dr. Walter Heidenheimer (1881–1941) war Zahnarzt und Kaufmann. |
|              | HIER WOHNTE ANNA HULLER JG. 1891 EINGEWIESEN 5.12.1929 ´HEILANSTALT´ WERNECK ERMORDET OKT. 1940 IN ´HEILANSTALT´ PIRNA-SONNENSTEIN T4 - AKTION               | Bronnbachergasse 19 Standort                        | Anna Huller (1891–1940)                                        |
|              | HIER WOHNTE PETER LANWEHR JG. 1897 VERHAFTET 30.9.1936 VERURTEILT § 175 1941 DACHAU ERMORDET 2.4.1944                                                        | Kolpingstraße 11                                    | Peter Lanwehr (1897–1942)                                      |
|              | HIER WOHNTE OTTO MILTENBERGER JG. 1903 SEIT 1931 MEHRERE HEILANSTALTEN ´VERLEGT´ 10.12.1940 GRAFENECK ERMORDET 10.12.1940 AKTION T4                          | Spiegelstraße 2 Standort                            | Otto Miltenberger (1922–1941)                                  |
|              | HIER WOHNTE DR. CLAIRE MÜLLER GEB. LESS JG. 1902 DEPORTIERT 1942 THERESIENSTADT 1944 AUSCHWITZ ERMORDET                                                      | Innerer Graben 45 Standort                          | Claire Müller (1930–1944/45)                                   |
|              | HIER WOHNTE RENATE MÜLLER JG. 1930 DEPORTIERT 1942 THERESIENSTADT 1944 AUSCHWITZ ERMORDET                                                                    | Innerer Graben 45 Standort                          | Renate Müller (1930–1944/45)                                   |
|              | HIER WOHNTE JOSEF NELLER JG. 1922 EINGEWIESEN 19.8.1939 HEILANSTALT REICHENBACH ´VERLEGT´ 27.6.1941 HARTHEIM ERMORDET 27.6.1941 ´AKTION T4´                  | Kärrnergasse 10 Standort                            | Josef Neller (1922–1941)                                       |
|              | HIER WOHNTE KARL NEUBAUER JG. 1929 SEIT 1933 VERSCHIEDENE HEILANSTALTEN ´VERLEGT´ 10.3.1942 ANSTALT KAUFBEUREN-IRSEE ´KINDERFACHBTEILUNG´ ERMORDET 12.5.1942 | Bronnbachergasse 6 III Standort                     | Karl Neubauer (1929–1942)                                      |
|              | HIER WOHNTE BELLA REGENSTEINER GEB. FREUDENBERGER JG. 1881 DEPORTIERT 1942 KRASNICZYN ERMORDET                                                               | Dominikanerplatz 1 ⊙                                | Bella Regensteiner geb. Freudenberger (1881–1942/45)           |
|              | HIER WOHNTE LUDWIG REGENSTEINER JG. 1875 ´SCHUTZHAFT´ 1939 DACHAU DEPORTIERT 1942 KRASNICZYN ERMORDET                                                        | Dominikanerplatz 1 ⊙                                | Ludwig Regensteiner (1875–1942/45)                             |
|              | HIER WOHNTE ELISE ROSENTHAL GEB. BRAVMANN JG. 1874 DEPORTIERT 1942 THERESIENSTADT ERMORDET 29.6.1943                                                         | Karmelitenstraße 49                                 | Elise Rosenthal geb. Bravmann (1874–1943)                      |
|              | ERNST RUSCHKEWITZ JG. 1903 DEPORTIERT AUSCHWITZ KZ BUCHENWALD ERMORDET 31.3.1945                                                                             | Schönbornstraße 3 Standort                          | Ernst Ruschkewitz (1903–1945)                                  |
|              | JAN RUSCHKEWITZ JG. 1936 DEPORTIERT AUSCHWITZ ERMORDET NOV. 1942                                                                                             | Schönbornstraße 3 Standort                          | Jan Ruschkewitz (936–1945)                                     |
|              | MINA RUSCHKEWITZ GEB. METZGER JG. 1881 FLUCHTVERSUCH PALÄSTINA TOT VOR KRETA 7.11.1940                                                                       | Schönbornstraße 3 Standort                          | Mina Ruschkewitz geb. Metzger (1881–1940)                      |
|              | RUTH RUSCHKEWITZ GEB. EICHENBERG JG. 1911 DEPORTIERT AUSCHWITZ ERMORDET NOV. 1942                                                                            | Schönbornstraße 3 Standort                          | Ruth Ruschkewitz geb. Eichenberg (1911–1942)                   |
|              | SIEGMUND RUSCHKEWITZ KAUFHAUSGRÜNDER JG. 1871 FLUCHTVERSUCH PALÄSTINA TOT VOR KRETA 7.10.1940                                                                | Schönbornstraße 3 Standort                          | Siegmund Ruschkewitz (1871–1940)                               |
|              | HIER WOHNTE FRIEDA SCHIFF GEB. KASSEWITZ JG. 1895 DEPORTIERT 1942 IZBICA ERMORDET                                                                            | Dominikanergasse 10 Standort                        | Frieda Schiff (1895–1942/45)                                   |
|              | HIER WOHNTE LISELOTTE SCHIFF JG. 1922 DEPORTIERT 1942 IZBICA ERMORDET                                                                                        | Dominikanergasse 10 Standort                        | Liselotte Schiff (1895–1942/45)                                |
|              | HIER WOHNTE ISIDOR STEIN JG. 1870 DEPORTIERT 1942 THERESIENSTADT ERMORDET 5.3.1943                                                                           | Bronnbachergasse 1 Standort                         | Isidor Stein (1870–1942/45)                                    |
|              | HIER WOHNTE ADOLF STEINAM JG. 1871 DEPORTIERT 1942 THERESIENSTADT ERMORDET 1.3.1943                                                                          | Martinstraße 11 Standort                            | Adolf Steinam (1871–1942/45)                                   |
|              | HIER WOHNTE ISIDOR STEINAM JG. 1868 DEPORTIERT 1942 THERESIENSTADT ERMORDET 20.11.1942                                                                       | Martinstraße 11 Standort                            | Isidor Steinam (1868–1942/45)                                  |
|              | HIER WOHNTE THEKLA STEINAM GEB. STERN JG. 1883 DEPORTIERT 1942 THERESIENSTADT 1944 AUSCHWITZ ERMORDET                                                        | Martinstraße 11 Standort                            | Thekla Steinam geb. Stern (1883–1944)                          |
|              | HIER WOHNTE KARL STERN JG. 1881 ZUCHTHAUS 1938 ´SCHUTZHAFT´ 1939 GEFÄNGNIS WÜRZBURG SACHSENHAUSEN 1940 DACHAU ERMORDET 16.1.1941                             | Eichhornstraße 6 Standort                           | Karl Stern (1881–1941)                                         |
|              | HIER WOHNTE SELMA STERN JG. 1879 DEPORTIERT 1942 KRASNICYN ERMORDET                                                                                          | Eichhornstraße 6 Standort                           | Selma Stern (1879–1942/45)                                     |
|              | HIER WOHNTE HERMANN WEISSBART JG. 1879 DEPORTIERT 1942 IZBICA ERMORDET                                                                                       | Maxstraße 9 1/4 Standort                            | Hermann Weissbart (1879–1942/45)                               |

Verlegedaten im Neumünsterviertel in der Altstadt von Würzburg:
- 17. Juli 2006: Schönbornstraße 3 (Ernst, Jan und Ruth Ruschkewitz)
- 11. September 2006: Dominikanergasse 6
- 11. Juni 2007: Kürschnerhof 2a
- 22. September 2008: Bronnbachergasse 1, Maxstraße 9 1/4
- 27. November 2008: Herzogenstraße 8
- 30. September 2009: Bronnbachergasse 6 III und 19, Dominikanergasse 10
- 22. September 2010: Eichhornstraße 18
- 28. Juni 2011: Schönbornstraße 3 (Mina und Siegmund Ruschkewitz)
- 20. September 2015: Innerer Graben 45
- 2. Oktober 2015: Spiegelstraße 2
- 5. Juli 2016: Ingolstadter Hof 7, Martinstraße 11
- 3. November 2016: Kärrnergasse 10, Marktplatz 3
- 29. Juni 2017: Dominikanerplatz 1
- 22. Februar 2018: Eichhornstraße 6
- 25. Juli 2023: Kolpingstraße 11
- 17. April 2024: Innerer Graben 10

### Peterer Viertel
| Stolperstein | Inschrift | Verlegeort                 | Name, Leben |
| ------------ | --- | -------------------------- | --- |
|              | HIER WOHNTE THERESE AUMANN JG. 1882 DEPORTIERT 1942 IZBICA ERMORDET IN MAJDANEK                                                                          | Zwinger 28 ·               | Therese Aumann (1882–1943) |
|              | HIER WOHNTE BERTA BLOCH JG. 1889 DEPORTIERT 1942 THERESIENSTADT ERMORDET 1.5.1943                                                                        | Wirsbergstraße 16          | Berta Bloch (1889–1943) |
|              | HIER WOHNTE JOSEF BÖHM JG. 1905 VERHAFTET 1935 VERURTEILT § 175 1940 SACHSENHAUSEN FLOSSENBÜRG ERMORDET 6.8.1942                                         | Hörleingasse 5             | Josef Böhm (1905–1942) |
|              | HIER WOHNTE IDA HAASE GEB. HÄHNLEIN JG. 1902 DEPORTIERT 1943 ERMORDET IN AUSCHWITZ                                                                       | Johannitergasse 7          | Ida Haase, geborene Hähnlein (1902–1943/45) |
|              | HIER WOHNTE JULIUS HAASE JG. 1898 DEPORTIERT 1943 ERMORDET IN AUSCHWITZ                                                                                  | Johannitergasse 7          | Julius Haase (1898–1943/45) |
|              | HIER WOHNTE ANNELIESE HEUMANN JG. 1934 DEPORTIERT 1944 ERMORDET IN AUSCHWITZ                                                                             | Am Pleidenturm 6 ·         | Anneliese Heumann (1934–1944/45) |
|              | HIER WOHNTE ELIESABETH HEUMANN JG. 1936 DEPORTIERT 1944 ERMORDET IN AUSCHWITZ                                                                            | Am Pleidenturm 6 ·         | Eliesabeth Heumann (1936–1944/45) |
|              | HIER WOHNTE HELMUTH HEUMANN JG. 1938 DEPORTIERT 1944 ERMORDET IN AUSCHWITZ                                                                               | Am Pleidenturm 6 ·         | Helmuth Heumann (1938–1944/45) |
|              | HIER WOHNTE HILDEGARD HEUMANN JG. 1939 DEPORTIERT 1944 ERMORDET IN AUSCHWITZ                                                                             | Am Pleidenturm 6 ·         | Hildegard Heumann (1939–1944/45) |
|              | HIER WOHNTE RUDOLF-MICHAEL HEUMANN JG. 1940 DEPORTIERT 1944 ERMORDET IN AUSCHWITZ                                                                        | Am Pleidenturm 6 ·         | Rudolf-Michael Heumann (1940–1944/45) |
|              | HIER WOHNTE WALTER HEUMANN JG. 1937 DEPORTIERT 1944 ERMORDET IN AUSCHWITZ                                                                                | Am Pleidenturm 6 ·         | Walter Heumann (1937–1944/45) |
|              | HIER WOHNTE WILHELMINE HEUMANN JG. 1915 DEPORTIERT 1944 ERMORDET IN AUSCHWITZ                                                                            | Am Pleidenturm 6 ·         | Wilhelmine Heumann, geborene Hilbert (1915–1944/45) |
|              | HIER WOHNTE EMMA HOFMANN JG. 1878 DEPORTIERT 1942 TRANSIT-GHETTO IZBICA ERMORDET                                                                         | Neubaustraße 32            | Emma Hofmann (1878–1942/45) |
|              | HIER WOHNTE ERNESTINE HOLZINGER GEB. SCHUSTER JG. 1867 DEPORTIERT 1942 THERESIENSTADT ERMORDET 31.3.1943                                                 | Bergmeistergasse 11        | Ernestine Holzinger, geborene Schuster (1867–1943) |
|              | HIER WOHNTE IGNAZ KOHN JG. 1884 DEPORTIERT 1942 TRANSIT - GHETTO IZBICA ERMORDET                                                                         |                            | Ignaz Kohn (1884–1942) |
|              | HIER WOHNTE MARTHA KOHN JG. 1885 DEPORTIERT 1941 RIGA - JUNGFERNHOF ERMORDET                                                                             |                            | Martha Kohn (1885–1941) |
|              | HIER WOHNTE FRIEDRICH LEOPOLD KRIEGER JG. 1889 DEPORTIERT 1941 RIGA ERMORDET                                                                             | Zwinger 28 ·               | Friedrich Leopold Krieger (1889–1941/45) |
|              | HIER WOHNTE KLARA KRIEGER GEB. LEVY JG. 1900 DEPORTIERT 1941 RIGA ERMORDET                                                                               | Zwinger 28 ·               | Klara Krieger (1889–1941/45) |
|              | HIER WOHNTE MANFRED KRIEGER JG. 1931 DEPORTIERT 1941 RIGA ERMORDET                                                                                       | Zwinger 28 ·               | Manfred Krieger (1931–1941/45) |
|              | HIER WOHNTE JAKOB LAST JG. 1901 FLUCHT 1933 HOLLAND INTERNIERT WESTERBORK DEPORTIERT 1943 SOBIBOR ERMORDET                                               | Peterstraße 1 ·            | Jakob Last (1901–1943) |
|              | HIER WOHNTE LEIB LAST JG. 1874 FLUCHT 1933 HOLLAND INTERNIERT WESTERBORK DEPORTIERT 1943 SOBIBOR ERMORDET 14.5.1943                                      | Peterstraße 1 ·            | Leib Last (1874–1943) |
|              | HIER WOHNTE MAX LAST JG. 1907 FLUCHT 1933 HOLLAND INTERNIERT WESTERBORK DEPORTIERT 1943 SOBIBOR ERMORDET                                                 | Peterstraße 1 ·            | Max Last (1907–1944) |
|              | HIER WOHNTE SARA LAST GEB. EINHORN JG. 1870 FLUCHT 1933 HOLLAND INTERNIERT WESTERBORK DEPORTIERT 1943 SOBIBOR ERMORDET 14.5.1943                         | Peterstraße 1 ·            | Sara Last, geborene Einhorn (1870–1943) |
|              | HIER WOHNTE DOROTHEA LÖBLEIN JG. 1878 EINGEWIESEN 3.3.1934 HEILANSTALT WERNECK 'VERLEGT' 27.11.1940 PIRNA-SONNENSTEIN ERMORDET 27.11.1940 'AKTION T4'    | Schildhof 5                | Dorothea Löblein, geborene Haberkamm (1878–1940) |
|              | HIER WOHNTE LUDWIG MEYER JG. 1905 SEIT 1937 MEHRERE HEILANSTALTEN 'VERLEGT' 29.5.1940 LANDES-PFLEGEANSTALT BRANDENBURG ERMORDET 29.5.1940 AKTION T4      | Sanderstraße 2             | Ludwig Meyer (1905–1940) |
|              | HEDWIG MATHILDE MÜLLER JG. 1890 IM WIDERSTAND FLUCHT IN DEN TOD 24.2.1939                                                                                | Münzstraße 8 ·             | Hedwig Mathilde Müller (1905–1940) |
|              | HIER WOHNTE IGNAZ RINDSKOPF JG. 1871 DEPORTIERT 1942 THERESIENSTADT ERMORDET 12.12.1944                                                                  | Ottostraße 14 ·            | Ignaz Rindskopf (1871–1944) |
|              | HIER WOHNTE CLOTHILDE RUND GEB. GOLDSCHMIDT JG. 1871 DEPORTIERT 1942 THERESIENSTADT ERMORDET IN TREBLINKA                                                | Neubaustraße 14 ·          | Clothilde Rund, geborene Goldschmidt (1872–1942/43) |
|              | HIER WOHNTE EMIL SCHLOSS JG. 1885 DEPORTIERT 1941 RIGA ERMORDET                                                                                          | Untere Johannitergasse 5 · | Emil Schloss (1885–1941/45) |
|              | HIER WOHNTE MARGARETA SCHMITT JG. 1858 EINGEWIESEN 1924 HEILANSTALT WERNECK 'VERLEGT' 4.10.1940 HARTHEIM ERMORDET 4.10.1940 'AKTION T4'                  | Rosengasse 9 ·             | Margareta Schmitt (1858–1940) |
|              | HIER WOHNTE HERMANN SCHNEPP JG. 1881 EINGEWIESEN 1931 HEIL- UND PFLEGEANSTALT WERNECK 'VERLEGT' 2.10.1940 PIRNA-SONNENSTEIN ERMORDET 7.10.1940 AKTION T4 | Korngasse 10               | Hermann Schnepp (1881–1940) |
|              | HIER WOHNTE LINA SCHWARZSCHILD JG. 1879 DEPORTIERT 1942 IZBICA ERMORDET                                                                                  | Sanderstraße 5 ·           | Lina Schwarzschild (1879–1942/45) |
|              | HIER WOHNTE BENNO SECKBACH JG. 1871 DEPORTIERT 1942 THERESIENSTADT ERMORDET 8.4.1944                                                                     | Zwinger 5 ⊙                | Benno Seckbach (1871–1944) |
|              | HIER WOHNTE ERNST SALOMON SELIGSBERGER JG. 1919 DEPORTIERT 1942 AUSCHWITZ ERMORDET                                                                       | Johanniterplatz 2 ·        | Ernst Salomon Seligsberger (1919–1942/45) |
|              | HIER WOHNTE LEO SELIGSBERGER JG. 1920 1926 HEILPÄDAGOGISCHES INSTITUT WIEN-GRINZING 'VERLEGT' 1940 HEILANSTALT SCHÖNBRUNN ERMORDET 18.10.1941            | Johanniterplatz 2 ·        | Leo Elieser Seligsberger (1920–1942/45) |
|              | HIER WOHNTE SARA SELIGSBERGER GEB. WOLFF JG. 1885 DEPORTIERT 1943 SOBIBOR ERMORDET 2.7.1943                                                              | Johanniterplatz 2 ·        | Sara Seligsberger, geborene Wolff (1885–1943) |
|              | HIER WOHNTE SIGMUND SELIGSBERGER JG. 1875 DEPORTIERT 1943 SOBIBOR ERMORDET 2.7.1943                                                                      | Johanniterplatz 2 ·        | Sigmund Seligsberger (1920–1942/45) |
|              | HIER WOHNTE KLARA SICHEL GEB. WEIKERSHEIMER JG. 1869 DEPORTIERT 1942 THERESIENSTADT ERMORDET 19.1.1943                                                   | Peterplatz 4 ·             | Klara Sichel, geborene Weikersheimer (1869–1943) |
|              | HIER WOHNTE MARGARETE STRAUB GEB. WAGNER JG. 1887 EINGEWIESEN 26.7.1933 'HEILANSTALT' WERNECK ERMORDET 1940 IN 'HEILANSTALT' PIRNA-SONNENSTEIN T4-AKTION | Obere Johannitergasse 9 ·  | Margarete Straub, geborene Wagner (1887–1940) |
|              | HIER WOHNTE BENNO STRAUSS JG. 1876 DEPORTIERT 1942 GHETTO KRASNYSTAW ERMORDET 1943 IN TREBLINKA                                                          | Untere Johannitergasse 5   | Benno Strauss (1876–1943) |
|              | HIER WOHNTE HENNY ULLMANN JG. 1906 DEPORTIERT 1941 RIGA ERMORDET 1942 IN STUTTHOF                                                                        | Reibeltgasse 12            | Henny Ullmann (1906–1942) |
|              | HIER WOHNTE JENNY WECHSLER JG. 1901 GEDEMÜTIGT / ENTRECHTET FLUCHT IN DEN TOD 10.2.1939                                                                  | Zwinger 28 ·               | Jenny Wechsler (1901–1939) |
|              | HIER WOHNTE JUDITH WEINBERG GEB. BAMBERGER JG. 1874 DEPORTIERT 1942 THERESIENSTADT ERMORDET 28.12.1942                                                   | Wirsbergstraße 16 ·        | Judith Weinberg, geborene Bamberger (1874–1942). Der Diözesanverband des Katholischen Frauenbundes (KDFB) übernahm die Patenschaft für die Ehefrau des Rabbiners. |
|              | HIER WOHNTE Rabbiner DR. MAGNUS WEINBERG JG. 1867 DEPORTIERT 1942 THERESIENSTADT ERMORDET 12.2.1943                                                      | Wirsbergstraße 16 ·        | Magnus Weinberg (1867–1943). Die Patenschaft für den letzten Rabbiner der jüdischen Gemeinde in Würzburg vor ihrer Auflösung 1942 hatte Bischof Friedhelm Hofmann übernommen. Josef Schuster, Vorsitzender der Jüdischen Gemeinde, würdigte diese Patenschaft als Ausdruck des guten Verhältnisses der Religionen in Würzburg und als wichtiges Zeichen der Auseinandersetzung mit der Geschichte der Kirche im Dritten Reich. |
|              | HIER WOHNTE ANNELIESE WINTERSTEIN JG. 1924 DEPORTIERT AUSCHWITZ FLUCHT IN DEN TOD 12.6.1944                                                              | Am Pleidenturm 6 ·         | Anneliese Winterstein (1924–1944) |
|              | HIER WOHNTE ELISABETH WINTERSTEIN GEB. HILBERT JG. 1903 DEPORTIERT 1944 AUSCHWITZ ERMORDET                                                               | Am Pleidenturm 6 ·         | Elisabeth Winterstein, geborene Hilbert (1903–1944/45) |
|              | HIER WOHNTE ELISABETH WINTERSTEIN JG. 1937 DEPORTIERT 1944 AUSCHWITZ ERMORDET                                                                            | Am Pleidenturm 6 ·         | Elisabeth Winterstein (1937–1944/45) |
|              | HIER WOHNTE GISELA WINTERSTEIN JG. 1943 DEPORTIERT 1944 AUSCHWITZ ERMORDET 14.6.1944                                                                     | Am Pleidenturm 6 ·         | Gisela Winterstein (1943–1944) |
|              | HIER WOHNTE KARL WINTERSTEIN JG. 1896 DEPORTIERT 1944 AUSCHWITZ ERMORDET 23.4.1944                                                                       | Am Pleidenturm 6 ·         | Karl Winterstein (1896–1944) |
|              | HIER WOHNTE KARL-HEINZ WINTERSTEIN JG. 1940 DEPORTIERT AUSCHWITZ ERMORDET 23.4.1944                                                                      | Am Pleidenturm 6 ·         | Karl-Heinz Winterstein (1940–1944) |
|              | HIER WOHNTE RIGO WINTERSTEIN JG. 1943 DEPORTIERT 1943 AUSCHWITZ ERMORDET                                                                                 | Am Pleidenturm 6 ·         | Rigo Winterstein (1943–1943/45) |
|              | HIER WOHNTE SIEGLINDE WINTERSTEIN JG. 1940 DEPORTIERT 1944 AUSCHWITZ ERMORDET 11.4.1944                                                                  | Am Pleidenturm 6 ·         | Sieglinde Winterstein (1940–1944) |
|              | HIER WOHNTE WALDEMAR WINTERSTEIN JG. 1943 DEPORTIERT AUSCHWITZ ERMORDET 23.4.1944                                                                        | Am Pleidenturm 6 ·         | Waldemar Winterstein (1943–1944) |
|              | HIER WOHNTE JOSEF WOHL JG. 1910 FLUCHT 1938 FRANKREICH INTERNIERT DRANCY DEPORTIERT 1944 AUSCHWITZ ERMORDET                                              | Rosengasse 1 ·             | Josef Wohl (1910–1944/45) |
|              | HIER WOHNTE MAYER SZAJE WOHL JG. 1878 FLUCHT 1939 BELGIEN INTERNIERT MECHELEN DEPORTIERT ERMORDET                                                        | Rosengasse 1 ·             | Mayer Szaje Wohl (1878–1939/45) |
|              | HIER WOHNTE RACHEL DREZIE WOHL JG. 1873 FLUCHT 1939 BELGIEN INTERNIERT MECHELEN DEPORTIERT 1943 AUSCHWITZ ERMORDET                                       | Rosengasse 1 ·             | Rachel Drezie Wohl (1873–1943/45) |

Verlegedaten
- 17. Juli 2006: Am Pleidenturm 6 (Familie Winterstein)
- 11. September 2006: Reibeltgasse 12
- 13. April 2007: Am Pleidenturm 6 (Familie Heumann), Münzstraße 10 1/2
- 11. Juni 2007: Johanniterplatz 2, Wirsbergstraße 16
- 22. September 2008: Ottostraße 14
- 19. März 2009: Zwinger 28
- 30. September 2009: Zwinger 5
- 26. Januar 2010: Am Pleidenturm 6 (Elisabeth (geboren 1903), Elisabeth (geboren 1937), Gisela, Karl, Rigo und Sieglinde Winterstein), Peterstraße 1
- 21. September 2010: Obere Johannitergasse 9, Rosengasse 1, Untere Johannitergasse 5
- 18. April 2012: Peterplatz 4
- 9. November 2012: Sanderstraße 5, Zwinger 28 (Jenny Wechsler)
- 18. Juni 2013: Untere Johannitergasse 7
- 28. Mai 2014: Neubaustraße 14
- 10. Februar 2015: Johanniterplatz 2, Sanderstraße 2
- 5. Juli 2016: Bergmeistergasse 11, Schildhof 5
- 3. November 2016: Rosengasse 9

### Innere Pleich
In der Inneren Pleich wurden 24 Stolpersteine an 15 verschiedenen Adressen verlegt.
| Stolperstein | Inschrift | Verlegeort                    | Name, Leben                                                 |
| ------------ | --- | ----------------------------- | ----------------------------------------------------------- |
|              | HIER WOHNTE FANNY ADLER GEB. LANDAUER JG. 1873 DEPORTIERT 1942 THERESIENSTADT ERMORDET 10.10.1943                                                 | Pleichertorstraße 30 ·        | Fanny Adler, geb. Landauer (1873–1943) Biografie            |
|              | HIER WOHNTE DR. MAX FRANK JG. 1878 DEPORTIERT 1942 THERESIENSTADT ERMORDET 8.7.1944                                                               | Kaiserstraße 1 ·              | Dr. Max Frank (1878–1944) Biografie                         |
|              | HIER WOHNTE META FRANK GEB. EISEMANN JG. 1885 DEPORTIERT 1942 THERESIENSTADT ERMORDET OKT. 1944 IN AUSCHWITZ                                      | Kaiserstraße 1 ·              | Meta Frank, geb. Eisemann (1885–1944) Biografie             |
|              | HIER WOHNTE ELSA FRÄNKEL GEB. LOEB JG. 1880 DEPORTIERT 1942 THERESIENSTADT 1944 AUSCHWITZ ERMORDET                                                | Röntgenring 4 ·               | Elsa Fränkel, geb. Loeb (1880–1944/45) Biografie            |
|              | HIER WOHNTE EMIL FRANKENFELDER JG. 1874 DEPORTIERT 1942 THERESIENSTADT ERMORDET OKT. 1944 AUSCHWITZ                                               | Pleichertorstraße 30 ·        | Emil Frankenfelder (1874–1944) Biografie                    |
|              | HIER WOHNTE SOFIE FRANKENFELDER GEB. LANDAUER JG. 1879 DEPORTIERT 1942 THERESIENSTADT ERMORDET OKT. 1944 AUSCHWITZ                                | Pleichertorstraße 30 Standort | Sofie Frankenfelder (1879–1944) Biografie                   |
|              | HIER WOHNTE SELMA GOLDSCHMIDT JG. 1889 DEPORTIERT 1942 IZBICA ERMORDET 1942 MAJDANEK                                                              | Pleicherschulgasse 2 ·        | Selma Goldschmidt (1889–1942) Biografie                     |
|              | HIER WOHNTE MARIA KRONER JG. 1859 EINGEWIESEN 1928 'HEILANSTALT' WERNECK ERMORDET OKT. 1940 IN 'HEILANSTALT' PIRNA-SONNENSTEIN T4-AKTION          | Juliuspromenade 17 ½ ·        | Maria Kroner (1859–1941) Biografie                          |
|              | HIER WOHNTE ROSA KRONTHAL JG. 1890 DEPORTIERT 1941 RIGA-JUNGFERNHOF ERMORDET                                                                      | Gerberstraße 12 ·             | Rosa Kronthal (1890–1941/45) Biografie                      |
|              | HIER WOHNTE ANNA LACHMANN JG. 1876 DEPORTIERT 1942 THERESIENSTADT ERMORDET 31.3.1943                                                              | Röntgenring 5 bzw. 6 ·        | Anna Lachmann (1876–1943) Biografie                         |
|              | HIER WOHNTE HEDWIG LOEB GEB. OPPENHEIMER JG. 1854 DEPORTIERT 1942 THERESIENSTADT ERMORDET 10.11.1942                                              | Röntgenring 4 ·               | Hedwig Loeb, geb. Oppenheimer (1854–1942) Biografie         |
|              | HIER WOHNTE HORST LÖWENSTEIN JG. 1930 DEPORTIERT 1942 ERMORDET IN AUSCHWITZ                                                                       | Juliuspromenade 17 ½ ·        | Horst Löwenstein (1930–1942) Biografie                      |
|              | HIER WOHNTE SOFIE LÖWENSTEIN GEB. SCHINDLER JG. 1906 DEPORTIERT ERMORDET                                                                          | Juliuspromenade 17 ½ ·        | Sofie Löwenstein, geb. Schindler (1906–1942/45) Biografie   |
|              | HIER WOHNTE AGNES MESSELBERGER JG. 1884 EINGEWIESEN 1929 HEILANSTALT WERNECK 'VERLEGT' 6.10.1940 PIRNA-SONNENSTEIN ERMORDET 7.10.1940 'AKTION T4' | Gerberstraße 14 ·             | Agnes Messelberger (1884–1940) Biografie                    |
|              | HIER WOHNTE SAMUEL NATHANSEN JG. 1880 FLUCHT 1940 ITALIEN SCHICKSAL UNBEKANNT                                                                     | Pleicherwall 2 ·              | Samuel Nathansen, genannt Semi bzw. Semmy (1880-) Biografie |
|              | HIER WOHNTE KUNIGUNDE PRAGER JG. 1880 DEPORTIERT 1943 ERMORDET IN AUSCHWITZ                                                                       | Kaiserstraße 19 ·             | Kunigunde Prager, auch Gunda (1880–1943/45) Biografie       |
|              | HIER WOHNTE SALY SAALHEIMER JG. 1876 DEPORTIERT 1942 THERESIENSTADT ERMORDET 26.11.1942                                                           | Röntgenring 7 ·               | Saly Saalheimer, eigentlich Salomon (1876–1942) Biografie   |
|              | HIER WOHNTE SELMA SAALHEIMER GEB. HIRSCHMANN JG. 1884 DEPORTIERT 1942 THERESIENSTADT 1944 AUSCHWITZ ERMORDET                                      | Röntgenring 7 ·               | Selma Saalheimer, geb. Hirschmann (1884–1944/45) Biografie  |
|              | HIER WOHNTE ALFRED SCHINDLER JG. 1908 DEPORTIERT ERMORDET IN MAJDANEK                                                                             | Juliuspromenade 17 ½ ·        | Alfred Schindler (1908–1943/44) Biografie                   |
|              | HIER WOHNTE ANNA SCHWABACHER GEB. HOLZINGER JG. 1872 DEPORTIERT 1942 THERESIENSTADT ERMORDET 16.10.1942                                           | Bohnesmühlgasse 9 ·           | Anna Schwabacher geb. Holzinger (1872–1942) Biografie       |
|              | HIER WOHNTE SELMA HELENE SIGMUND GEB. PRAGER JG. 1877 DEPORTIERT 1943 ERMORDET IN AUSCHWITZ                                                       | Kaiserstraße 19 ·             | Selma Helene Sigmund, geb. Prager (1877–1943/45) Biografie  |
|              | HIER WOHNTE ADOLF STERN JG. 1890 DEPORTIERT 1941 RIGA ERMORDET                                                                                    | Gertraudgasse 4               | Adolf Stern (1890–1941/45) Biografie                        |

Verlegedaten
Bis Ende 2019 wurden alle Stolpersteine in Würzburg vom Künstler Gunter Demnig persönlich verlegt.
- 11. Juni 2007: Juliuspromenade 17 ½ (Löwenstein, Löwenstein, Schindler)
- 19. März 2009: Juliuspromenade 17 ½ (Maria Kroner)
- 30. September 2009: Pleicherschulgasse 2
- 26. Januar 2010: Bohnesmühlgasse 9
- 21. September 2010: Kaiserstraße 1
- 28. Juni 2011: Pleichertorstraße 30, Pleicherwall 2
- 18. Juni 2013: Kaiserstraße 19
- 28. Mai 2014: Gerberstraße 12
- 1. Dezember 2014: Röntgenring 6
- 29. Juni 2017: Röntgenring 4
- 22. Februar 2018: Gerberstraße 14, Röntgenring 7
- Gertraudgasse 4

### Haug
| Stolperstein                                     | Inschrift | Verlegeort                 | Name, Leben                                           |
| ------------------------------------------------ | --- | -------------------------- | ----------------------------------------------------- |
|                                                  | HIER WOHNTE MINNA ANSBACHER GEB. HERZ JG. 1893 DEPORTIERT 1942 AUSCHWITZ ERMORDET OKT. 1944                                                                               | Ludwigstraße 10 ·          | Minna Ansbacher, geb. Herz (1893–1944)                |
|                                                  | HIER WOHNTE NAFTALI ANSBACHER JG. 1923 DEPORTIERT ERMORDET IN AUSCHWITZ                                                                                                   | Ludwigstraße 10 ·          | Naftali Ansbacher (1923–?)                            |
|                                                  | HIER WOHNTE ELFRIEDE BAER GEB. HULDSCHINER JG. 1874 DEPORTIERT 1942 THERESIENSTADT ERMORDET 30.3.1943                                                                     | Ludwigstraße 4+6 ·         | Elfriede Baer, geb. Huldschiner (1874–1943)           |
| Stolperstein für Anna Behr (Prymstraße 2)        | HIER WOHNTE ANNA BEHR JG. 1874 DEPORTIERT 1942 THERESIENSTADT ERMORDET 18.1.1943                                                                                          | Prymstraße 2 ·             | Anna Behr (1874–1943)                                 |
|                                                  | HIER WOHNTE MANFRED BLUMHOF JG. 1903 DEPORTIERT 1941 RIGA-JUNGFERNHOF ERMORDET                                                                                            | Wallgasse 10 ·             | Manfred Blumhof (1903–1941)                           |
|                                                  | HIER WOHNTE MAX BLUMHOF JG. 1873 DEPORTIERT 1942 THERESIENSTADT ERMORDET 1.6.1943                                                                                         | Wallgasse 10 Standort      | Max Blumhof (1873–1943)                               |
|                                                  | HIER WOHNTE ROSA BLUMHOF GEB. ADLER JG. 1878 DEPORTIERT 1942 THERESIENSTADT 1944 AUSCHWITZ ERMORDET                                                                       | Wallgasse 10 ·             | Rosa Blumhof, geb. Adler (1878–1944)                  |
|                                                  | HIER WOHNTE KURT NATHAN FELS JG. 1883 DEPORTIERT 1943 THERESIENSTADT ERMORDET 1944 AUSCHWITZ                                                                              | Ludwigstraße 28 ·          | Kurt Nathan Fels (1883–1944)                          |
|                                                  | HIER WOHNTE LAURA FRANKENFELDER GEB. BAMBERGER VERW. MONDSCHEIN JG. 1893 DEPORTIERT 1941 RIGA-JUNGFERNHOF ERMORDET                                                        | Kapuzinerstraße 21 ·       | Laura Frankenfelder, geb. Bamberger (1893–1941)       |
|                                                  | HIER WOHNTE RAPHAEL FRANKENFELDER JG. 1885 DEPORTIERT 1941 RIGA-JUNGFERNHOF ERMORDET                                                                                      | Kapuzinerstraße 21 ·       | Raphael Frankenfelder (1885–1942)                     |
|                                                  | HIER WOHNTE BERTA FRIED GEB. ROSENBLATT JG. 1857 DEPORTIERT 1942 THERESIENSTADT ERMORDET 22.10.1942                                                                       | Theresienstraße 8 ·        | Berta Fried, geb. Rosenblatt (1857–1942)              |
|                                                  | HIER WOHNTE JENNY FRIED JG. 1884 DEPORTIERT 1942 KRASNICZYN ERMORDET | Theresienstraße 8 Standort | Jenny Fried (1884–1942)                               |
|                                                  | HIER WOHNTE LANE FRIEDMANN GEB. MÜNSTER JG. 1903 DEPORTIERT 1942 THERESIENSTADT 1944 AUSCHWITZ                                                                            | Haugerring 7 ·             | Lane Friedmann, geb. Münster (1903–1944)              |
|                                                  | HIER WOHNTE ROSA FROMM GEB. SACHS JG. 1881 DEPORTIERT 1941 RIGA ERMORDET                                                                                                  | Theresienstraße 4 ·        | Rosa Fromm, geb. Sachs (1881–1941)                    |
|                                                  | HIER WOHNTE WILHELM FROMM JG. 1880 VERHAFTET 1938 BUCHENWALD TOT AN HAFTFOLGEN                                                                                            | Theresienstraße 4 ·        | Wilhelm Fromm (1880–?)                                |
|                                                  | HIER WOHNTE BERTA FULDER GEB. MEYER JG. 1882 ERMORDET IN SOBIBOR | Ludwigstraße 23a ·         | Berta Fulder, geb. Meyer (1882–?)                     |
|                                                  | HIER WOHNTE ERICH MORITZ FULDER JG. 1906 ERMORDET IN SOBIBOR | Ludwigstraße 23a ·         | Erich Moritz Fulder (1906–?)                          |
|                                                  | HIER WOHNTE NATHAN FULDER JG. 1863 DEPORTIERT 1942 THERESIENSTADT ERMORDET 26.10.1942                                                                                     | Kartause 9 1/4 ·           | Nathan Fulder (1863–1942)                             |
|                                                  | HIER WOHNTE NORBERT FULDER JG. 1911 FLUCHT 1938 HOLLAND INTERNIERT WESTERBORK DEPORTIERT 1942 AUSCHWITZ ERMORDET                                                          | Ludwigstraße 23a ·         | Norbert Fulder (1911–1942)                            |
|                                                  | HIER WOHNTE OSKAR FULDER JG. 1910 ERMORDET IN SOBIBOR | Ludwigstraße 23a ·         | Oskar Fulder (1910–?)                                 |
|                                                  | HIER WOHNTE ROSA FULDER GEB. NUSSBAUM JG. 1880 DEPORTIERT 1942 THERESIENSTADT ERMORDET 22.4.1943                                                                          | Kartause 9 1/4 ·           | Rosa Fulder, geb. Nussbaum (1880–1943)                |
|                                                  | HIER WOHNTE SALOMON FULDER JG. 1869 ERMORDET IN SOBIBOR | Ludwigstraße 23a ·         | Salomon Fulder (1869–?)                               |
|                                                  | HIER WOHNTE ELSA GOLDSCHMIDT JG. 1900 DEPORTIERT 1941 RIGA-JUNGFERNHOF 1944 STUTTHOF ERMORDET                                                                             | Theresienstraße 6 ·        | Elsa Goldschmidt (1900–1944)                          |
|                                                  | HIER WOHNTE DR. JOSEPH GOLDSCHMIDT JG. 1865 DEPORTIERT 1942 THERESIENSTADT ERMORDET 19.12.1942                                                                            | Theresienstraße 6 ·        | Joseph Goldschmidt (1865–1942)                        |
|                                                  | HIER WOHNTE MAX GOLDSCHMIDT JG. 1906 DEPORTIERT 1941 RIGA-JUNGFERNHOF ERMORDET                                                                                            | Theresienstraße 6 ·        | Max Goldschmidt (1906–1941)                           |
|                                                  | HIER WOHNTE RICKA GOLDSCHMIDT GEB. FRANK JG. 1868 DEPORTIERT 1942 THERESIENSTADT ERMORDET 19.11.1943                                                                      | Theresienstraße 6 ·        | Ricka Goldschmidt, geb. Frank (1868–1943)             |
|                                                  | HIER WOHNTE EMMA GOLDSTEIN GEB. HIRSCHMANN JG. 1877 DEPORTIERT 1942 IZBICA ERMORDET                                                                                       | Kapuzinerstraße 21 ·       | Emma Goldstein, geb. Hirschmann (1877–1942)           |
|                                                  | HIER WOHNTE BLANKA GRÜNEBAUM JG. 1910 DEPORTIERT 1941 RIGA ERMORDET | Kartause 9 1/4 ·           | Blanka Grünebaum (1910–1941)                          |
|                                                  | HIER WOHNTE ROSA GRÜNEBAUM GEB. OPPENHEIMER JG. 1883 DEPORTIERT 1941 RIGA ERMORDET                                                                                        | Kartause 9 1/4 ·           | Rosa Grünebaum, geb. Oppenheimer (1883–1941)          |
|                                                  | HIER WOHNTE JOHANNA GUNDERSHEIM JG. 1898 DEPORTIERT 1941 RIGA ERMORDET 26.3.1942                                                                                          | Semmelstraße 1 ·           | Johanna Gundersheim (1898–1942)                       |
|                                                  | HIER WOHNTE ALEXANDER HAHN JG. 1871 DEPORTIERT 1943 AUSCHWITZ ERMORDET | Semmelstraße 69 ·          | Alexander Hahn (1871–1943)                            |
|                                                  | HIER WOHNTE GERTRUDE HAHN JG. 1926 DEPORTIERT 1943 AUSCHWITZ ERMORDET | Semmelstraße 69 ·          | Gertrude Hahn (1926–1943)                             |
|                                                  | HIER WOHNTE HENRIETTE HAHN GEB. SCHLOSS, JG. 1892 DEPORTIERT 1943 AUSCHWITZ ERMORDET                                                                                      | Semmelstraße 69 ·          | Henriette Hahn, geb. Schloss (1892–1943)              |
|                                                  | HIER WOHNTE ALFRED HANAUER JG. 1893 DEPORTIERT 1941 RIGA ERMORDET | Rennweger Ring 14 ·        | Alfred Hanauer (1893–1941)                            |
|                                                  | HIER WOHNTE FELIX HANAUER JG. 1882 DEPORTIERT 1941 RIGA ERMORDET | Neutorstraße 3 ·           | Felix Hanauer (1882–1941)                             |
|                                                  | HIER WOHNTE HELLA HANAUER GEB. LEITER JG. 1898 DEPORTIERT 1941 RIGA ERMORDET                                                                                              | Rennweger Ring 14 ·        | Hella Hanauer, geb. Leiter (1898–1941)                |
|                                                  | HIER WOHNTE JENNY HAUSMANN GEB. HIRSCHMANN JG. 1878 DEPORTIERT 1942 IZBICA ERMORDET                                                                                       | Kapuzinerstraße 21 ·       | Jenny Hausmann, geb. Hirschmann (1878–1942)           |
|                                                  | HIER WOHNTE DR. HEINRICH HEINEMANN JG. 1908 'SCHUTZHAFT' 1938 DACHAU DEPORTIERT 1941 'VERLEGT' 21.1.1941 KOWNO / KAUNAS FORT IX ERMORDET 25.11.1941                       | Wolframstraße 1            | Dr. Heinrich Chaim Heinemann (1908–1941)              |
|                                                  | HIER WOHNTE KÄTHE HEIPPERT JG. 1920 DEPORTIERT 1942 ERMORDET IN AUSCHWITZ                                                                                                 | Wolframstraße 1 ·          | Käthe Heippert (1920–1942)                            |
|                                                  | HIER WOHNTE SALLY HEIPPERT JG. 1942 ERMORDET IN AUSCHWITZ | Wolframstraße 1 ·          | Sally Heippert (1942–1943)                            |
|                                                  | HIER WOHNTE PAUL ALARICH BARON VON HIRSCH AUF GEREUTH JG. 1874 DEPORTIERT 1941 ŁODZ ERMORDET 26.8.1942                                                                    | Ludwigstraße 4+6 ·         | Paul Alarich Baron von Hirsch auf Gereuth (1874–1942) |
|                                                  | HIER WOHNTE GEORG HIRSCH JG. 1888 DEPORTIERT 1942 THERESIENSTADT ERMORDET 18.2.1944                                                                                       | Haugerring 2 ·             | Georg Hirsch (1888–1944)                              |
|                                                  | HIER WOHNTE JULIUS HIRSCH JG. 1902 VERHAFTET 17.7.1935 TOT IN DER ZELLE 17.7.1935                                                                                         | Semmelstraße 12 ·          | Julius Hirsch (1902–1935)                             |
|                                                  | HIER WOHNTE JULIA THERESE HÖHNE GEB. STRAUSS JG. 1912 FLUCHT 1933 FRANKREICH INTERNIERT 1943 DRANCY DEPORTIERT 1944 AUSCHWITZ ERMORDET                                    | Kartause 9 1/4 ·           | Julia Therese Höhne, geb. Strauss (1912–1943)         |
|                                                  | HIER WOHNTE REBEKKA KASTANIENBAUM JG. 1869 DEPORTIERT 1942 THERESIENSTADT ERMORDET 5.10.1942                                                                              | Textorstraße 7 ·           | Rebekka Kastanienbaum (1869–1942)                     |
|                                                  | HIER WOHNTE GEORG KLEIDER JG. 1882 VERHAFTET BUCHENWALD ERMORDET 15.10.1941                                                                                               | Semmelstraße 13 ·          | Georg Kleider (1882–1941)                             |
|                                                  | HIER WOHNTE MATHILDE KÖNIGSBERGER JG. 1889 DEPORTIERT 1943 ERMORDET IN AUSCHWITZ                                                                                          | Haugerring 6 ·             | Mathilde Königsberger (1889–1943)                     |
| Stolperstein für Josef Konrad (Berliner Platz 9) | HIER WOHNTE JOSEF KONRAD JG. 1903 SEIT 1925 VERSCHIEDENE HEILANSTALTEN ´VERLEGT´ 10.12.1940 GRAFENECK ERMORDET 10.12.1940 ´AKTION T4´                                     | Berliner Platz 9 ·         | Josef Konrad (1903–1940)                              |
|                                                  | HIER WOHNTE HELENE KÜRZINGER GEB. SELLER JG. 1870 DEPORTIERT 1942 THERESIENSTADT ERMORDET 2.2.1943                                                                        | Semmelstraße 67 ·          | Helene Kürzinger, geb. Seller (1870–1943)             |
|                                                  | HIER WOHNTE HEINRICH LEIB JG. 1880 DEPORTIERT 1941 RIGA ERMORDET | Ludwigstraße 23a ·         | Heinrich Leib (1880–1941)                             |
|                                                  | HIER WOHNTE LINA LEIB GEB. OTTENSOSER JG.1882 DEPORTIERT 1941 RIGA ERMORDET                                                                                               | Ludwigstraße 23a ·         | Lina Leib, geb. Ottensoser (1882–1941)                |
|                                                  | HIER WOHNTE BERTHA LÖBMANN GEB. GOTTHILF JG. 1871 DEPORTIERT 1942 THERESIENSTADT ERMORDET 5.11.1942                                                                       | Kapuzinerstraße 21a ·      | Bertha Löbmann, geb. Gotthilfe (1871–1942)            |
|                                                  | HIER WOHNTE HEDWIG LOEB GEB. BLUMENTHAL JG. 1887 DEPORTIERT 1941 RIGA ERMORDET                                                                                            | Haugerring 12 ·            | Hedwig Loeb, geb. Blumenthal (1887–1941)              |
|                                                  | HIER WOHNTE DR. LEOPOLD LOEB JG. 1880 DEPORTIERT 1941 RIGA ERMORDET | Haugerring 12 ·            | Leopold Loeb (1880–1941)                              |
|                                                  | HIER WOHNTE LUDWIG LOEB JG. 1887 SEIT 1934 MEHRFACH VERHAFTET/ANGEKLAGT KRITISCHE ÄUSSERUNGEN 1939 SACHSENHAUSEN ERMORDET 25.1.1941 DACHAU                                | Ludwigstraße 23 ·          | Ludwig Loeb (1887–1941)                               |
|                                                  | HIER WOHNTE ALFRED MAYER JG. 1899 ´HEILANSTALT´ CHELM, ERMORDET 1.12.1940                                                                                                 | Ludwigstraße 10 ·          | Alfred Mayer (1899–1940)                              |
|                                                  | HIER WOHNTE HERBERT MAYER JG. 1930 DEPORTIERT 1942 ERMORDET IN AUSCHWITZ                                                                                                  | Ludwigstraße 10 ·          | Herbert Mayer (1930–1942)                             |
|                                                  | HIER WOHNTE WILHELM MAYER JG. 1873 DEPORTIERT 1942 THERESIENSTADT ERMORDET 2.11.1942                                                                                      | Kaiserstraße 6             | Wilhelm Mayer (1873–1941)                             |
|                                                  | HIER WOHNTE MARIE MÜNSTER GEB. STIEFEL JG. 1874 DEPORTIERT 1942 THERESIENSTADT ERMORDET 1944 IN AUSCHWITZ                                                                 | Haugerring 6 ·             | Marie Münster, geb. Stiefel (1874–1944)               |
|                                                  | HIER WOHNTE MORITZ MÜNSTER JG. 1871 DEPORTIERT 1942 THERESIENSTADT ERMORDET 9.10.1942                                                                                     | Haugerring 6 ·             | Moritz Münster (1871–1942)                            |
|                                                  | HIER WOHNTE DR. LEOPOLD OBERMAYER JG. 1892 KZ MAUTHAUSEN ERMORDET 22.2.1943                                                                                               | Wolframstraße 1 ·          | Leopold Obermayer (1892–1943)                         |
|                                                  | HIER WOHNTE HANS PAUL JG. 1891 VERHAFTET 1942 KZ FLOSSENBÜRG ERMORDET 1.9.1942                                                                                            | Kartause 9 ·               | Hans Paul (1891–1942)                                 |
|                                                  | HIER WOHNTE HEDWIG REIN GEB. SCHWABACHER JG. 1882 DEPORTIERT 1941 RIGA ERMORDET                                                                                           | Ludwigstraße 29 ·          | Hedwig Rein, geb. Schwabacher (1882–1941)             |
|                                                  | HIER WOHNTE MARIANNE REIN JG. 1911 DEPORTIERT 1941 RIGA ERMORDET | Ludwigstraße 29 ·          | Marianne Rein (1911–1941)                             |
|                                                  | HIER WOHNTE VALENTINA ROESER JG. 1903 EINGEWIESEN 1929 HEILANSTALT WERNECK 1940 HEILANSTALT ARNSDORF 'VERLEGT' 14.1.1941 PIRNA-SONNENSTEIN ERMORDET 14.1.1941 'AKTION T4' | Kaiserstraße 28            | Valentine Roeser (1903–1941) Biografie                |
|                                                  | HIER WOHNTE KAROLINA SACHS GEB. MARX JG. 1885 DEPORTIERT 1942 KRASNICZYN ERMORDET                                                                                         | Neutorstraße 5             | Karolina Sachs (1885–1942/45)                         |
|                                                  | HIER WOHNTE KLARA SACHS GEB. MARX JG. 1883 DEPORTIERT 1942 KRASNICZYN ERMORDET                                                                                            | Neutorstraße 5             | Klara Sachs (1883–1942/45)                            |
|                                                  | HIER WOHNTE EMMA SAMSTAG JG. 1896 EINGEWIESEN 1927 HEILANSTALT WERNECK 1940 HEILANSTALT ARNSDORF 'VERLEGT' 23.11.1941 PIRNA-SONNENSTEIN ERMORDET 23.11.1941 'AKTION T4'   | Kaiserstraße 16            | Emma Samstag (1896–1940)                              |
|                                                  | HIER WOHNTE KLARA SCHLOSS GEB. GRÜNEBAUM JG. 1869 DEPORTIERT 1942 THERESIENSTADT ERMORDET 16.9.1943                                                                       | Haugerring 2 ·             | Klara Schloss, geb. Grünebaum (1869–1943)             |
|                                                  | HIER WOHNTE VERONIKA SCHÖNBEIN JG. 1901 EINGEWIESEN 1923 HEILANSTALT WERNECK ´VERLEGT´ 11.2.1941 PIRNA-SONNENSTEIN ERMORDET 11.2.1941 ´AKTION T4´                         | Kartause 9 ·               | Veronika Schönbein (1901–1941)                        |
|                                                  | HIER WOHNTE JOSEF SCHWARZ JG. 1892 DEPORTIERT 1941 RIGA ERMORDET 26.3.1942                                                                                                | Haugerring 4 ·             | Josef Schwarz (1892–1942)                             |
|                                                  | HIER WOHNTE SELMA SCHWARZ GEB. WEGLEIN JG. 1899 DEPORTIERT 1941 RIGA ERMORDET                                                                                             | Haugerring 4 ·             | Selma Schwarz, geb. Weglein (1899–1941)               |
|                                                  | HIER WOHNTE BABETTE SELIG JG. 1868 DEPORTIERT 1942 THERESIENSTADT ERMORDET 9.12.1942                                                                                      | Heinestraße 2              | Babette Selig (1868–1942)                             |
|                                                  | HIER WOHNTE FANNY SICHEL GEB. MANDELBAUM JG. 1879 DEPORTIERT 1942 THERESIENSTADT ERMORDET 13.2.1943                                                                       | Haugerring 6 ·             | Fanny Sichel, geb. Mandelbaum (1879–1943)             |
|                                                  | HIER WOHNTE KARL SICHEL JG. 1876 DEPORTIERT 1942 THERESIENSTADT ERMORDET 23.11.1942                                                                                       | Haugerring 6 ·             | Karl Sichel (1876–1942)                               |
|                                                  | HIER WOHNTE DR. HEINRICH STEIN JG. 1905 FLUCHT 1933 FRANKREICH VERHAFTET 1943 INTERNIERT DRANCY DEPORTIERT 1944 KOWNO ERMORDET                                            | Haugerring 11 ·            | Heinrich Stein (1905–1944)                            |
|                                                  | HIER WOHNTE FRIEDA STEINBERG GEB. ROSENBAUM JG. 1881 DEPORTIERT 1942 THERESIENSTADT ERMORDET 4.6.1943                                                                     | Ludwigstraße 8 ·           | Frieda Steinberg, geb. Rosenbaum (1881–1943)          |
|                                                  | HIER WOHNTE BERTHA STEINHARDT GEB. SCHLOSSMANN JG. 1882 DEPORTIERT SOBIBOR ERMORDET 1943                                                                                  | Ludwigstraße 10 1/2 ·      | Bertha Steinhardt, geb. Schlossmann (1882–1943)       |
|                                                  | HIER WOHNTE LUDWIG STERN JG. 1881 ´SCHUTZHAFT´ 1938 BUCHENWALD DEPORTIERT 1941 RIGA-JUNGFERNHOF ERMORDET                                                                  | Haugerring 7 ·             | Ludwig Stern (1881–1941)                              |
|                                                  | HIER WOHNTE DR. OSKAR STERN JG. 1896 DEPORTIERT 1941 RIGA ERMORDET | Haugerring 7 ·             | Oskar Stern (1896–1941)                               |
|                                                  | HIER WOHNTE ALFRED JAKOB STRAUSS JG. 1909 FLUCHT 1933 FRANKREICH INTERNIERT 1942 DRANCY DEPORTIERT 1943 AUSCHWITZ ERMORDET                                                | Kartause 9 1/4 ·           | Alfred Jakob Strauss (1909–1943)                      |
|                                                  | HIER WOHNTE ELISE SÜSSER JG. 1857 DEPORTIERT 1942 THERESIENSTADT ERMORDET 30.1.1943                                                                                       | Haugerring 5 ·             | Elise Süsser (1857–1943)                              |
|                                                  | HIER WOHNTE EUGENIE SÜSSER GEB. CAHN JG. 1872 DEPORTIERT 1942 THERESIENSTADT ERMORDET 1944 IN AUSCHWITZ                                                                   | Haugerring 5 ·             | Eugenie Süsser, geb. Cahn (1872–1944)                 |
|                                                  | HIER WOHNTE IDA SÜSSER GEB. WEIERMANN JG. 1880 DEPORTIERT 1942 THERESIENSTADT ERMORDET 19.3.1943                                                                          | Ludwigstraße 10 1/3 ·      | Ida Süsser, geb. Weiermann (1880–1943)                |
|                                                  | HIER WOHNTE JULIUS SÜSSER JG. 1888 DEPORTIERT 1942 AUSCHWITZ ERMORDET OKT. 1944                                                                                           | Ludwigstraße 10 1/3 ·      | Julius Süsser (1888–1944)                             |
|                                                  | HIER WOHNTE EVA THALHEIMER GEB. LEHMANN, JG. 1857 DEPORTIERT 1942 THERESIENSTADT ERMORDET IN TREBLINKA                                                                    | Kapuzinerstraße 21 ·       | Eva Thalheimer, geb. Lehmann (1857–1942)              |
|                                                  | HIER WOHNTE JULIA WEBERBAUER JG. 1895 EINGEWIESEN 1927 HEILANSTALT WERNECK ´VERLEGT´ 23.11.1940 PIRNA-SONNENSTEIN ERMORDET 23.11.1940 ´AKTION T4´                         | Kroatengasse 13 ·          | Julia Weberbauer (1895–1940)                          |
| Stolperstein für Jakob Weglein (Prymstraße 2)    | HIER WOHNTE JAKOB WEGLEIN JG. 1895 DEPORTIERT 1941 RIGA ERMORDET 30.11.1944 BUCHENWALD                                                                                    | Prymstraße 2 ·             | Jakob Weglein (1895–1944)                             |
|                                                  | HIER WOHNTE FRANZ WIRSCHING JG. 1876 KZ DACHAU ERMORDET 13.2.1945 | Haugerring 10 ·            | Franz Wirsching (1876–1945)                           |
|                                                  | HIER WOHNTE BERTA WOLF GEB. OPPENHEIMER JG. 1879 DEPORTIERT 1942 THERESIENSTADT ERMORDET 1944 AUSCHWITZ                                                                   | Kartause 9 1/4 ·           | Berta Wolf, geb. Oppenheimer (1879–1944)              |
|                                                  | HIER WOHNTE HERMANN WOLF JG. 1878 DEPORTIERT 1942 THERESIENSTADT ERMORDET 23.3.1943                                                                                       | Kartause 9 1/4 ·           | Hermann Wolf (1878–1943)                              |
|                                                  | HIER WOHNTE FERDINAND WOLFSHEIMER JG. 1874 DEPORTIERT 1942 THERESIENSTADT 1942 TREBLINKA ERMORDET                                                                         | Neutorstraße 12 ·          | Ferdinand Wolfsheimer (1874–1942)                     |
|                                                  | HIER WOHNTE REGINE WOLFSHEIMER GEB. LEHMANN JG. 1874 DEPORTIERT 1942 THERESIENSTADT 1942 TREBLINKA ERMORDET                                                               | Neutorstraße 12 ·          | Regine Wolfsheimer, geb. Lehmann (1874–1942)          |
|                                                  | HIER WOHNTE BLANKA ZEILBERGER GEB. LUTZKY JG. 1889 DEPORTIERT 1941 ŁODZ ERMORDET 28.3.1942                                                                                | Hofstallstraße 3 ·         | Blanka Zeilberger, geb. Lutzky (1889–1942)            |
|                                                  | HIER WOHNTE FRITZ MAX ZEILBERGER JG. 1927 DEPORTIERT 1941 ŁODZ ERMORDET 2.8.1942                                                                                          | Hofstallstraße 3 ·         | Fritz Max Zeilberger (1927–1942)                      |
|                                                  | HIER WOHNTE HANS ADOLF ZEILBERGER JG. 1926 DEPORTIERT 1941 ŁODZ ERMORDET 1942                                                                                             | Hofstallstraße 3 ·         | Hans Adolf Zeilberger (1926–1942)                     |
|                                                  | HIER WOHNTE HEINRICH ZEILBERGER JG. 1883 DEPORTIERT 1941 ŁODZ ERMORDET 18.3.1942                                                                                          | Hofstallstraße 3 ·         | Heinrich Zeilberger (1883–1942)                       |

Verlegedaten
Die Stolpersteine in Würzburg-Haug wurden an folgenden Tagen verlegt:
- 17. Juli 2006: Haugerring 10
- 11. September 2006: Ludwigstraße 23a, Semmelstraße 12
- 11. Juni 2007: Ludwigstraße 10, Ludwigstraße 10, Ludwigstraße 10 1/3
- 13. April 2007: Semmelstraße 13
- 22. September 2008: Haugerring 2, Haugerring 4, Haugerring 5, Haugerring 5, Haugerring 6,Haugerring 7, Haugerring 12, Kartause 9, Ludwigstraße 4+6, Prymstraße 2
- 27. November 2008:Haugerring 11
- 30. September 2009: Kartause 9 1/4, Ludwigstraße 28
- 26. Januar 2010: Semmelstraße 1, Semmelstraße 67, Semmelstraße 69
- 21. September 2010: Kapuzinerstraße 21, Theresienstraße 4
- 28. Juni 2011: Ludwigstraße 29, 28. Juni 2011, Rennweger Ring 14
- 18. April 2012: Hofstallstraße 3,Kapuzinerstraße 21a, Ludwigstraße 8
- 17. Juni 2013: Haugerring 6
- 1. Dezember 2014: Ludwigstraße 23a
- 28. Mai 2014: Wallgasse 10
- 20. September 2015: Haugerring 7
- 5. Juli 2016: Wolframstraße 1
- 3. November 2016: Berliner Platz 9
- 29. Juni 2017: Haugerring 5, Ludwigstraße 23, Theresienstraße 6
- 22. Februar 2018: Kapuzinerstraße 21, Kartause 9, Kroatengasse 13, Neutorstraße 12
- 24. September 2019: Heinestraße 2, Theresienstraße 8
- 17. Juli 2020: Kaiserstraße 16, Kaiserstraße 28
- 17. April 2024: Wolframstraße 1, Neutorstraße 5, Textorstraße 7